# Popis epizoda Dr. Housea
Popis epizoda Dr. Housea, američke televizijske serije koju je osmislio David Shore, a koja se od 16. studenog 2004. emitira na američkoj TV-postaji Fox. Dosad su snimljene 154 epizode emitirane u 7 sezona, dok je 8. sezona u fazi snimanja. Fox je sve sezone izdao i u DVD-formatu, a dostupni su u regijama 1, 2 i 4. U planu je izdavanje serije u Blu-ray formatu, no datumi izlaska nisu još poznati.

## Pregled serije
| Sezona | Sezona | Epizoda | Originalno emitirano | Originalno emitirano | Uspjeh serije | Uspjeh serije |
| Sezona | Sezona | Epizoda | Premijera sezone     | Završnica sezone     | Gledanost     | Rang          |
| ------ | ------ | ------- | -------------------- | -------------------- | ------------- | ------------- |
|        | 1.     | 22      | 16. studenog 2004.   | 24. svibnja 2005.    | 13,3          | #24           |
|        | 2.     | 24      | 13. rujna 2005.      | 23. svibnja 2006.    | 17,3          | #10           |
|        | 3.     | 24      | 5. rujna 2006.       | 29. svibnja 2007.    | 19,4          | #7            |
|        | 4.     | 16      | 25. rujna 2007.      | 19. svibnja 2008.    | 17,6          | #7            |
|        | 5.     | 24      | 16. rujna 2008.      | 11. svibnja 2009.    | 13,45         | #16           |
|        | 6.     | 22      | 21. rujna 2009.      | 17. svibnja 2010.    | 12,6          | #21           |
|        | 7.     | 24      | 20. rujna 2010.      | 23. svibnja 2011.    | 10,3          | #42           |

## Sezone

### Sezona 1: 2004. – 2005.
| Epizoda # | Naslov                | Redatelj              | Scenarist(i)                                             | Datum              | Konačna dijagnoza |
| --- | --------------------- | --------------------- | -------------------------------------------------------- | ------------------ | --- |
| 1 (1-01) | "Pilot"               | Bryan Singer          | David Shore                                              | 16. studenog 2004. | Neurocisticerkoza |
| Rebecca Adler (Robin Tunney), 29-ogodišnja odgajateljica u vrtiću, dobije afaziju i sruši se u svojoj učionici. Dr. Gregory House na početku odbija slučaj, no prihvati kada mu dr. James Wilson kaže kako je Rebecca njegova rodica. Istovremeno, dr. Lisa Cuddy pokušava nagovoriti Housea da obavlja svoj posao, no on odbija sve dok mu ona ne oduzme dozvolu za korištenje MR-a. House Rebecci dijagnosticira cerebralni vaskulitis i njezino se stanje poboljšava nakon tretmana. Kako bi otkrio izvor napadaja, House nagovori dr. Erica Foremana da provali u Rebeccinu kuću. U međuvremenu, Rebecca u svom bolničkom krevetu iznenada izgubi vid i dobije novi napadaj. U Rebeccinoj kući Foreman otkriva slaninu, te time otkriva da je Wilson lagao o rodbinskoj vezi s Rebeccom (Wilson je Židov) i uzrok Rebeccinih napadaja - trakavice. Iako Rebecca ispočetka odbija lijekove, House ju nagovori tako što joj pomoću bezopasnog rendgenskog snimanja, koje je predložio dr. Robert Chase, dokaže da stvarno ima trakavice u mozgu.                                                                                        |                       |                       |                                                          |                    | |
| 2 (1-02) | "Paternity"           | Peter O'Fallon        | Lawrence Kaplow                                          | 23. studenog 2004. | Subakutni sklerozni panencefalitis                                                                                            |
| Šesnaestogodišnjak Dan (Scott Mechlowicz) počinje dobivati česte noćne more i halucinacije nakon utakmice lacrossea. Njegovi ga roditelji odvedu Houseu nakon što su dobili pismo dr. Allison Cameron koje je poslala u Houseovo ime, a on inicira okladu oko toga jesu li oni Danovi biološki roditelji. Nakon što Dan dobije još simptoma (mioklonični napadaj i začepljena krvna žila), House postavi dijagnozu. No, nakon što Dan počne halucinirati tijekom jednog tretmana, House shvati kako je postavio krivu dijagnozu. Uskoro House uzme šalice kave koje su koristili Danovi roditelji i napravi test očinstva, te otkrije kako nijedno od njih nije biološki povezano s Danom. Kada se House sjeti jednog od svojih prijašnjih slučajeva, u kojem majka nije dozvolila da joj se dijete cijepi, teorizira kako Dan boluje od virusa ospica kojeg je dobio još u djetinjstvu. Svoju dijagnozu potvrdi biopsijom i tako uspješno izliječi Dana. |                       |                       |                                                          |                    | |
| 3 (1-03) | "Occam's Razor"       | Bryan Singer          | David Shore                                              | 30. studenog 2004. | Trovanje kolhicinom |
| Student po imenu Brandon (Kevin Zegers) padne u nesvijest nakon seksa sa svojom zaručnicom. Simptomi koje pokazuje prebrojni su da bi se objasnili samo jednom bolešću. Foreman i House svaki predlože dijagnozu i svađaju se oko toga koja bolje odgovara Occamovoj britvi. No, kada broj leukocita u Brandonovom organizmu opadne, obje teorije padaju u vodu. U bolničkoj ljekarni House sugerira kako je Brandon slučajno dobio kolhicin umjesto lijeka protiv kašlja. To bi objasnilo sve njegove simptome, osim kašlja koji nije ni liječen. House Brandonu dadne potrebne lijekove i ovaj se počinje oporavljati, no Houseove kolege ne uspijevaju pronaći izvor kolhicina. No, kada Brandon spomene kako njegovi stari lijekovi protiv kašlja nisu imali slova na sebi kao ni ovi sada, House zaključi, a kasnije i potvrdi, da su te nove tablete, koje sliče onima protiv kašlja, zapravo kolhicin, čime je otkrio izvor trovanja, ali i potvrdio svoju dijagnozu. |                       |                       |                                                          |                    | |
| 4 (1-04) | "Maternity"           | Newton Thomas Sigel   | Peter Blake                                              | 7. prosinca 2004.  | Ekovirus 11 |
| Nakon što slučajno čuje priču o bolesnoj bebi, House odlazi do neonatologije kako bi to provjerio, te ubrzo predviđa epidemiju. Nakon što shvati ozbiljnost bolesti, Cuddy izolira odjel. U pokušaju otkrivanja izvora bolesti House počinje liječiti bebe. No, kada dvama bebama zataje bubrezi, House je primoran otkriti koji je lijek uzrokovao zatajenje, no prekasno za jednu od te dvije bebe. Nakon autopsije nad tom bebom, House otkrije prisutnost antitijela za Ekovirus 11, CMV i Parvovirus B19. Tada testiraju majke i odluče kako je uzrok epidemije ekovirus. Koristeći eksperimentalni antivirus, uspiju izliječiti bebe. No, House želi otkriti pravi izvor virusa, te ubrzo primijeti kako jedna od sestara volonterki kašlje i briše nos dok gura kolica s igračkama i plahtama za bebe i tada shvati tko je pravi izvor. |                       |                       |                                                          |                    | |
| 5 (1-05) | "Damned If You Do"    | Greg Yaitanes         | Sara B. Cooper                                           | 14. prosinca 2004. | Alergija na bakar |
| Časna sestra Augustine (Elizabeth Mitchell) dolazi u bolnicu s osipom na dlanovima, no House brzo odbaci slučaj nakon što sestri dadne antihistamine sumnjajući na alergijsku reakciju na sredstvo za pranje posuđa. No, sestra ubrzo dobije napadaj astme, na što joj House dadne epinefrin, čime joj se povećava brzina otkucaja srca. Houseov tim posumnja da je House napravio pogrešku, no kada krenu u potragu za izvorom njezinih problema, sestra dobije konvulzije, a osip joj se pojavi i na nogama. Kada Cuddy sazna za Houseovu metodologiju, skine ga sa slučaja. Istraga ubrzo otkriva kako House nije pogriješio, već da je reakciju izazvao čaj koji je sestra uzela prije nego je dobila epinefrin. Ali, problem je što House i njegov tim još nisu dijagnosticirali njezine izvorne probleme. Ubrzo sestru odvedu u hipoalergensku sobu, no ona ponovo dobije alergijsku reakciju. Dok boravi u sobi, sestra uzvikuje kako je Bog u njoj, što Houseu omogući da otkrije kako u svojoj maternici ima IUU izrađen od bakra, na što je alergična. Uređaj je kasnije kirurški odstranjen, a sestra se u potpunosti oporavi. |                       |                       |                                                          |                    | |
| 6 (1-06) | "The Socratic Method" | Peter Medak           | John Mankiewicz                                          | 21. prosinca 2004. | Nedostatak vitamina K, hepatocelularni karcinom i Wilsonova bolest                                                            |
| Lucille Palmeiro izgubi svijest nakon što tromb iz njezine noge ode do srca. Po dolasku u bolnicu počinje povraćati krv, zbog čega House očekuje deficijenciju vitamina K. Houseov tim ubrzo pronađe korištenu kutiju ampicilina i zamrznute hamburgere, čime je Houseova dijagnoza potvrđena. Ultrazvuk koji su kasnije obavili otkriva kako Lucille ima tumor i cirozu jetre. House tumor liječi etanolom, ali ne može objasniti cirozu. Uskoro Socijalna služba dolazi po Lukea, Lucilleinog sina, i odvodi ga od nje. House je optužio upravo Lucille da je zvala službu i tu je odluku protumačio kao nekonzistentnu s njezinom shizofrenijom. Uskoro House zaključi kako samo Wilsonova bolest objašnjava sve simptome, uključujući i cirozu. Svoju pretpostavku potvrdi analizom oka prilikom koje uoči Kayser-Fleischerov krug oko Lucilleine rožnice. Lucille uskoro dobiva lijekove, biva izliječena i dobije svog sina natrag. |                       |                       |                                                          |                    | |
| 7 (1-07) | "Fidelity"            | Bryan Spicer          | Thomas L. Moran                                          | 28. prosinca 2004. | Afrička tripanosomijaza |
| Dvojica muškaraca džogiraju na samom početku epizode. Kada se jedan od njih (Dominic Purcell) vrati kući svojoj supruzi, ona se iz čista mira izviče na njega. Vjerujući da mu zaručnica nije dobro, on ju pošalje u Princeton-Plainsboro na pregled. Kada nijedan od tretmana ne uspije, House zaključi da ona boluje od afričke tripanosomijaze. No, ni on ni ona nisu bili u Africi. Unatoč činjenici da će ona umrijeti bez prikladnog tretmana, nijedno od njih ne želi priznati da je imalo aferu. |                       |                       |                                                          |                    | |
| 8 (1-08) | "Poison"              | Guy Ferland           | Matt Witten                                              | 25. siječnja 2005. | Trovanje fosmetom |
| House i njegov tim istražuju misteriozno trovanje srednjoškolca Matta Davisa (John Patrick Amedori). Uskoro u bolnicu dolazi još jedan tinejdžer s potpuno istim simptomima kao i Matt, ali to je jedina stvar koja povezuje njih dvojicu. |                       |                       |                                                          |                    | |
| 9 (1-09) | "DNR"                 | Frederick King Keller | David Foster                                             | 1. veljače 2005.   | Arteriovenozna malformacija                                                                                                   |
| Poznati (paralizirani) jazz izvođač John Henry Giles (Harry J. Lennix) izgubi svijest tijekom jednog snimanja. Po njegov dolazak u bolnicu, House i njegov tim dobiju instrukcije da mu liječe samo pneumoniju, a ne i njegovu djelomičnu paralizu. Giles ubrzo šalje Zahtjev za odbijanje reanimacije (DNR) i počinje se gušiti tijekom rutinske pretrage. House u svom stilu ignorira zahtjev, spasi Gilesa i završi na sudu zbog toga. Svi liječnici, čak i Gilesov osobni liječnik, osim, naravno Housea, vjeruju kako on ima bolest Loua Gehringa. Ubrzo Cameron primijeti tromb koji liječnici kirurški odstrane. Giles se nakon toga oporavi, a MR pokazuje kako je cijelo vrijeme bolovao od arteriovenozne malformacije. Tijekom epizode, Foreman dobiva primamljivu poslovnu ponudu od Gilesovog liječnika, no odbija ju. |                       |                       |                                                          |                    | |
| 10 (1-10) | "Histories"           | Dan Attias            | Joel Thompson                                            | 8. veljače 2005.   | Tuberkuloza i bjesnoća/Korsakovljev sindrom                                                                                   |
| Foreman vjeruje kako beskućnica koja ne želi surađivati s liječnicima glumi svoje napadaje kako bi se dobro najela u bolnici. Ovaj slučaj podjseti Wilsona na njegovog brata beskućnika, te se on osobno pobrine kako bi pacijentica, Victoria Madsen, ostala u bolnici i dobila što bolji tretman. House, pak, u međuvremenu, uči dvoje studenata medicine kako obaviti anamnezu i na kraju epizode otkriva kako njihova pacijentica ima Korsakovljev sindrom. |                       |                       |                                                          |                    | |
| 11 (1-11) | "Detox"               | Nelson McCormick      | Lawrence Kaplow i Thomas L. Moran                        | 15. veljače 2005.  | Trovanje naftalenom |
| Dok istovremeno pokušava otkriti zašto pacijent ne prestaje krvariti nakon automobilske nesreće, House prihvati izazov dr. Cuddy i prestaje uzimati Vicodin na tjedan dana u zamjenu za neobavljanje dužnosti u ambulanti u periodu od mjesec dana. Kada detoksikacija uzme maha kod Housea, njegova metodologija postaje sve grublja i riskantnija, zbog čega se Foreman i Cameronica poboje kako mu neuzimanje Vicodina utječe na razmišljanje i razum. |                       |                       |                                                          |                    | |
| 12 (1-12) | "Sports Medicine"     | Keith Gordon          | John Mankiewicz i David Shore                            | 22. veljače 2005.  | Trovanje kadmijem |
| Jak prijelom ruke otkriva bizarni slučaj gubitka kostiju i prekine planove za povratak igrača baseballa Hanka Wiggena. Kako se Hankovo stanje pogoršava, House pretpostavlja kako ovaj laže da ne koristi steroide. Kada Hankovi bubrezi počnu otkazivati, njegova supruga kaže kako će ona donirati svoj bubreg, ali time bi morala prekinuti svoju trudnoću, a Hank to ne želi. Nevezano za slučaj, Foreman počinje izlaziti s jednom farmaceutkinjom, a House nema nikoga s kim bi išao na Monster Truck Rally. |                       |                       |                                                          |                    | |
| 13 (1-13) | "Cursed"              | Daniel Sackheim       | Matt Witten i Peter Blake                                | 1. ožujka 2005.    | Antraks i guba |
| Nakon što Ouija ploča pokaže njegovo ime, jedan mladić misli kako će ubrzo umrijeti, te uskoro biva doveden u Princeton-Plainsboro radi pneumonije. Chaseov otac (Patrick Bauchau), s kojim Chase nije u najboljim odnosima, dolazi u bolnicu posjetiti sina, a usput pomaže Houseu postaviti dijagnozu za tog mladića. |                       |                       |                                                          |                    | |
| 14 (1-14) | "Control"             | Randy Zisk            | Lawrence Kaplow                                          | 15. ožujka 2005.   | Zatajenje srca uzrokovano bulimijom i redovitom upotrebom Ipecaca                                                             |
| Milijarder Edward Vogler donira 100 milijuna dolara bolnici i postaje njihov novi predsjednik uprave. Vogler planira bolnicu pretvoriti u izvor profita za svoje biotehnološke pothvate, a ujedno želi zatvoriti Houseov Odjel za dijagnostiku zbog prevelikog novca koji taj odjel dobiva. U međuvremenu, uspješna poslovna žena ima sve što može poželjeti - savršen život, savršeno tijelo i savršen posao, no jednog dana dobije paralizu bez ikakvog razloga. Kada uspije dijagnosticirati bolest, House preuzima rizik gubitka posla i liječničke dozvole kako bi ju spasio. |                       |                       |                                                          |                    | |
| 15 (1-15) | "Mob Rules"           | Tim Hunter            | David Foster i John Mankiewicz                           | 22. ožujka 2005.   | Deficijencija ornitin transkarbamilaze                                                                                        |
| House dobije sudski nalog za liječenje mafijaša koji je važan federalni i zaštićeni svjedok. Pacijentov brat odvjetnik radi protiv Housea i njegovog tima kada se sazna da on boluje od hepatitisa C. U međuvremenu se Cuddy nastavlja boriti s Voglerom oko Houseove važnosti u bolnici. |                       |                       |                                                          |                    | |
| 16 (1-16) | "Heavy"               | Fred Gerber           | Thomas L. Moran                                          | 29. ožujka 2005.   | Cushingov sindrom |
| House i njegov tim dobiju kompliciran slučaj desetogodišnje djevojčice s viškom kilograma koja na satu tjelesne kulture dobije srčani udar. Dodatak tom stresnom slučaju jeste Vogler, koji Housea, radi financijskih rezova, natjera da otpusti jednog člana svog tima. |                       |                       |                                                          |                    | |
| 17 (1-17) | "Role Model"          | Peter O'Fallon        | Matt Witten                                              | 12. travnja 2005.  | Toksoplazmoza i opća promjenjiva imunodeficijencija uz infekciju Epstein-Barrovim virusom                                     |
| Popularni američki senator i predsjednički kandidat izgubi svijest tijekom jednog govora i dolazi u Princeton-Plainsboro gdje Vogler naredi Houseu da se pobrine za njega. Vogler također nadoda kako će House moći zadržati cijeli svoj tim ukoliko održi govor potvrde njegovoj farmaceutskoj tvrtki na jednoj dobrotvornoj večeri. Iako senatorovo stanje izvorno upućuje na AIDS, House nije zadovoljan tom dijagnozom i traži dalje. U međuvremenu se također bavi slučajem žene koja je zatrudnjela bez spolnog odnosa. Na kraju epizode Cameron dolazi Houseu i govori mu da daje otkaz. |                       |                       |                                                          |                    | |
| 18 (1-18) | "Babies & Bathwater"  | Bill Johnson          | Peter Blake i David Shore (scenarij) Peter Blake (priča) | 19. travnja 2005.  | Lambert-Eatonov mijastenički sindrom i karcinom malih stanica                                                                 |
| Trudnica dolazi u bolnicu s moždanim i bubrežnim problemima, te se House mora suočiti s ovim problemom, kao i s Voglerovom željom za uklanjanjem Housea pomoću Odbora. Nakon što tim otkrije karcinom malih plućnih stanica, bračni par mora odlučiti između života majke i života nerođenog djeteta. |                       |                       |                                                          |                    | |
| 19 (1-19) | "Kids"                | Deran Sarafian        | Lawrence Kaplow i Thomas L. Moran                        | 3. svibnja 2005.   | Moschcowitzov sindrom povezan s trudnoćom                                                                                     |
| House se bori s epidemijom meningitisa i Cuddy njemu i njegovom timu daje sat vremena za dobivanje rezultata, sve to nakon što je House izdvojio jednog pacijenta koji baš i ne odgovara kriterijima. Nakon što je Vogler otišao, House osobno odlazi do Cameronice kako bi ju nagovorio da se vrati na posao, no ona odbija sve dok joj House ne kaže pravi razlog zašto ju želi natrag. |                       |                       |                                                          |                    | |
| 20 (1-20) | "Love Hurts"          | Bryan Spicer          | Sara B. Cooper                                           | 10. svibnja 2005.  | Osteomijelitis |
| Cijela bolnica govori o Houseovom očekivanom spoju s Cameronicom. Glavni slučaj je onaj pacijenta (John Cho) koji nakon neugodnog razgovora s Houseom u čekaonici dobije misteriozan napadaj, dok House istovremeno ima problema s postarijim parom koji zbog burnog seksualnog života ima zdravstvenih problema. |                       |                       |                                                          |                    | |
| 21 (1-21) | "Three Stories"       | Paris Barclay         | David Shore                                              | 17. svibnja 2005.  | Infekcija streptokokom (farmer); Osteosarkom (odbojkašica); Trovanje olovom (prof. Riley); Infarkcija bedrenog mišića (House) |
| Housea posjećuje Stacy Warner (Sela Ward), njegova bivša djevojka, i moli ga da pomogne njezinom suprugu. Cuddy prisili Housea da održi predavanje studentima o procesu dijagnosticiranja dok je prof. Riley na bolovanju. House im predstavi tri slučaja bolova u nozi, no, iako naizgled slični, svaki slučaj ima različitu dijagnozu (gost Carmen Electra). |                       |                       |                                                          |                    | |
| 22 (1-22) | "Honeymoon"           | Frederick King Keller | Lawrence Kaplow i John Mankiewicz                        | 24. svibnja 2005.  | Akutna intermitentna porfirija                                                                                                |
| House postavi dijagnozu Marku Warneru, Stacynom suprugu. Iako testovi ne upućuju ni na šta neobično, a sam Mark tvrdi kako jedino ima bolove u trbuhu, izgleda kako mu mozak odumire. House tada otkrije abdominalnu epilepsiju, no ne može naći uzrok gubitku sjećanja. Nakon što Mark biva paraliziran, House ga odluči liječiti za Guillain-Barréov sindrom. Nakon što se povjerio Stacy da još gaji osjećaje prema njoj, House shvati kako je Mark imao deluzije i da zapravo ima akutnu intermitentnu porfiriju. Uz Stacyno odobrenje, ali ne i svog tima, House Marku dadne opasnu kombinaciju lijekova kako bi provjerio svoju pretpostavku. Na kraju epizode Cuddy odluči zaposliti Stacy kao bolničku odvjetnicu. |                       |                       |                                                          |                    | |

### Sezona 2: 2005. – 2006.
| Epizoda # | Naslov                   | Redatelj              | Scenarist(i)                                                                             | Datum              | Konačna dijagnoza                                                                                         |
| --- | ------------------------ | --------------------- | ---------------------------------------------------------------------------------------- | ------------------ | --- |
| 23 (2-01) | "Acceptance"             | Dan Attias            | Russel Friend i Garrett Lerner                                                           | 13. rujna 2005.    | Trovanje metanolom i feokromocitom (Clarence); Rak pluća (Cindy)                                          |
| Zatvor je pozvao Housea da pregleda jednog zatvorenika osuđenog na smrt (LL Cool J) koji je u svojoj ćeliji počeo pokazivati misteriozne simptome. Cameron negoduje zbog liječenja tog zatvorenika i smatra kako se bolnički resursi mogu bolje upotrijebiti u slučaju mlade djevojke s rakom pluća. House i Stacy pokušavaju uspostaviti dobar radni odnos, pogotovo nakon što joj on slaže, kako bi se taj zatvorenik odveo u bolnicu na liječenje. |                          |                       |                                                                                          |                    | |
| 24 (2-02) | "Autopsy"                | Deran Sarafian        | Lawrence Kaplow                                                                          | 20. rujna 2005.    | Tromboza                                                                                                  |
| House za pacijenticu dobiva devetogodišnju djevojčicu oboljelu od raka koja naglo počinje halucinirati. House otkrije način kako joj pomoći, ali on je vrlo riskantan. Ubrzo otkriju kako djevojčica ima tumor na srcu, no kada shvate kako je u pitanju benigni tumor, zaključe da je pravi uzrok tromboza. |                          |                       |                                                                                          |                    | |
| 25 (2-03) | "Humpty Dumpty"          | Dan Attias            | Matt Witten                                                                              | 27. rujna 2005.    | Endokarditis uzrokovan psitakozom                                                                         |
| Cuddy osjeća grižnju savjesti nakon što je radnik koji joj je popravljao krov pao s njega i počeo pokazivati čudne simptome, te ga odvodi u bolnicu. Kada otkriju čudnu infekciju, za koju pretpostavljaju da je gangrena, House i njegov tim amputiraju radnikovu ruku kako bi zaustavili širenje infekcije. Ubrzo se isti simptomi pojavljuju i na drugoj ruci, te House tada mora otkriti pravi uzrok problema i spasiti radnikov život. |                          |                       |                                                                                          |                    | |
| 26 (2-04) | "TB or Not TB"           | Peter O'Fallon        | David Foster                                                                             | 1. studenog 2005.  | Nesidioblastom i tuberkuloza                                                                              |
| Poznati liječnik (Ron Livingston) obolijeva tijekom svog dobrotvornog rada u Africi i biva doveden u Princeton-Plainsboro na liječenje, gdje njegov slučaj dodjele Houseu. Nakon što svi misle kako je uzrok tuberkuloza, a House ne, dolazi do konflikta između tog liječnika i Housea. |                          |                       |                                                                                          |                    | |
| 27 (2-05) | "Daddy's Boy"            | Greg Yaitanes         | Thomas L. Moran                                                                          | 8. studenog 2005.  | Kavernom i radijacijska bolest                                                                            |
| Mladi student koji je tek diplomirao dobiva teške napadaje na proslavi diplome. U međuvremenu, Houseovi roditelji odluče ga posjetiti, no House pokušava izbjeći taj susret, što njegov tim čini znatiželjnim, posebno Cameronicu. |                          |                       |                                                                                          |                    | |
| 28 (2-06) | "Spin"                   | Fred Gerber           | Sara Hess                                                                                | 15. studenog 2005. | Zračni embolizam, eritroblastopenija, timom i mijastenija gravis                                          |
| Poznati biciklist dolazi u Princeton-Plainsboro nakon što se sruši tijekom jedne utrke. Iako je neočekivano iskren oko svih ilegalnih lijekova i zahvata koje je prakticirao, nijedan od njih nije uzrok njegovog stanja. |                          |                       |                                                                                          |                    | |
| 29 (2-07) | "Hunting"                | Gloria Muzio          | Liz Friedman                                                                             | 22. studenog 2005. | Ehinokokoza                                                                                               |
| Mladi homoseksualac Kalvin konfrontira se s Houseom i zahtijeva liječenje nakon što mu drugi liječnici dijagnosticiraju AIDS, što on i priznaje da ima. House, pak, u međuvremenu, pokušava formirati vezu sa Stacy koristeći osjetljive podatke o njezinoj vezi s Markom. |                          |                       |                                                                                          |                    | |
| 30 (2-08) | "The Mistake"            | David Semel           | Peter Blake                                                                              | 29. studenog 2005. | Behçetova bolest, pa hepatitis C i na koncu hepatocelularni karcinom uzrokovan transplantacijom jetre     |
| House i Chase budu tuženi na sudu zbog smrti majke koja je u bolnicu došla s bolom u trbuhu. Sazvana je Disciplinska komisija kako bi utvrdila je li ijedan od njih kriv. |                          |                       |                                                                                          |                    | |
| 31 (2-09) | "Deception"              | Deran Sarafian        | Michael R. Perry                                                                         | 13. prosinca 2005. | Clostridium perfringens i Münchhausenov sindrom                                                           |
| Anica (Cynthia Nixon) prati rezultate u kladionici i odjednom dobije napadaj, što House, koji je također u kladionici, vidi. Ubrzo je odvedena u Princeton-Plainsboro, no kada Cameron otkrije kako ima Münchhausenov sindrom, želi ju pustiti, no House joj je dozvoljava jer vjeruje kako Anica boluje od još nečega, što se pokaže kao točna pretpostavka. |                          |                       |                                                                                          |                    | |
| 32 (2-10) | "Failure to Communicate" | Jace Alexander        | Doris Egan                                                                               | 10. siječnja 2006. | Cerebalna malarija                                                                                        |
| Dok su House i Stacy u Baltimoreu, poznati novinar (Michael O'Keefe) izgubi svijest i ozlijedi glavu u svom uredu. Kada povrati svijest, počinje nekontrolirano i nejasno govoriti i tada postane jasno da ima afaziju, nakon čega ga odvode u Princeton-Plainsboro na liječenje. House sve to vrijeme pomaže svom timu iz Baltimorea pomoću telefona pošto mu je let otkazan zbog snijega. |                          |                       |                                                                                          |                    | |
| 33 (2-11) | "Need to Know"           | David Semel           | Pamela Davis                                                                             | 7. veljače 2006.   | Reakcija na ritalin i hepatocelularni adenom                                                              |
| Cameron je zabrinuta zbog rezultata njezinog HIV-testa, dok House razmišlja o njegovom nedavnom poljupcu sa Stacy. Wilson mu savjetuje da cijeloj situaciji pristupa jako racionalno. U međuvremenu, House mora detaljno proučiti život zaposlene kućanice kako bi otkrio zašto pokazuje znakove fizičke i mentalne degeneracije. |                          |                       |                                                                                          |                    | |
| 34 (2-12) | "Distractions"           | Dan Attias            | Lawrence Kaplow                                                                          | 14. veljače 2006.  | Trovanje serotoninom                                                                                      |
| Tim se muči s dijagnosticiranjem tinejdžera koji se nakon ozbiljne nesreće konstantno grči. No, problem im predstavlja činjenica da je većina njegova tijela prekrivena opeklinama, zbog čega tim ne može obavljati uobičajene dijagnostičke testove. House se u međuvremenu osvećuje bivšem kolegi sa sveučilišta koji ga je prijavio zbog varanja na testu. |                          |                       |                                                                                          |                    | |
| 35 (2-13) | "Skin Deep"              | Jim Hayman            | Russel Friend, Garrett Lerner i David Shore                                              | 20. veljače 2006.  | Sindrom otpornosti na androgen i testikularni karcinom                                                    |
| Houseova nova pacijentica je tinejdžerka super-model koja se na pisti potuče s jednom kolegicom i onda onesvijesti. Kada toksikološki nalazi potvrđuju prisutnost heroina, House ju odluči liječiti za ovisnost, no njezini se simptomi ne povlače ni nakon detoksikacije tijela. House se u međuvremeno mora nositi s iznimno jakom boli u nozi. |                          |                       |                                                                                          |                    | |
| 36 (2-14) | "Sex Kills"              | David Semel           | Matt Witten                                                                              | 7. ožujka 2006.    | Bruceloza (Henry); Fitz-Hugh-Curtisov sindrom i gonoreja (Laura)                                          |
| House za pacijenta dobiva čovjeka koji je dobio napadaj a da to nije znao i kome je potrebno novo srce. Kada Odbor za transplantaciju odbije Houseov zahtjev za novo srce, on ga pokušava nabaviti od preminule žene čiji su organi zbog njezine bolesti također odbijeni. U ovoj se epizodi Wilson useljava kod Housea jer je saznao da ga supruga vara. |                          |                       |                                                                                          |                    | |
| 37 (2-15) | "Clueless"               | Deran Sarafian        | Thomas L. Moran                                                                          | 28. ožujka 2006.   | Trovanje zlatom                                                                                           |
| Nakon što prestane disati tijekom seksualne igrice, Bob biva odveden u Princeton-Plainsboro na liječenje. Nakon što ih malo proanalizira, House se počinje pitati koji su stvarni motivi njihovog braka i pokušava dokazati kako ga ona truje. Činjenica da se Wilson uselio kod njega počinje lagano utjecati na Housea. |                          |                       |                                                                                          |                    | |
| 38 (2-16) | "Safe"                   | Félix Enríquez Alcalá | Peter Blake                                                                              | 4. travnja 2006.   | Krpeljna paraliza                                                                                         |
| Tinejdžerka Melinda (Michelle Trachtenberg) zbog transplantacije srca mora piti lijekove koji su joj toliko oštetili imunološki sustav da cijelo vrijeme mora boraviti u izoliranoj sobi. No, prilikom jednog posjeta njezinog dečka, Melinda dobije snažan alergijski napadaj i na koncu padne u anafilaktični šok, kada je odvode u Princeton-Plainsboro. U međuvremenu, House i Wilson pokušavaju riješiti probleme i postići kompromis oko njihovog zajedničkog života. |                          |                       |                                                                                          |                    | |
| 39 (2-17) | "All In"                 | Fred Gerber           | David Foster                                                                             | 11. travnja 2006.  | Erdheim-Chesterova bolest                                                                                 |
| Bolnica organizira dobrotvorni turnir u pokeru s ciljem financiranja Wilsonovog Odjela za onkologiju u kojem, među ostalima, sudjeluje i House. Njegovu igru prekida šestogodišnji pacijent koji u bolnicu dolazi s krvavim proljevom. Dječak uskoro počinje pokazivati simptome identične onima koje je House susreo 12 godina prije kod pacijentice po imenu Ester. Unatoč nekim proturječnim dokazima, House je uvjeren kako se radi o istoj bolesti i želi ju spriječiti prije no što ona završi isto kao i kod Ester - smrću. |                          |                       |                                                                                          |                    | |
| 40 (2-18) | "Sleeping Dogs Lie"      | Greg Yaitanes         | Sara Hess                                                                                | 18. travnja 2006.  | Bubonska kuga                                                                                             |
| Zdravlje mlade djevojke postaje pitanje etike nakon što se otkrije kako nije spavala punih 10 dana. Uskoro House sazna kako je djevojci potrebna transplantacija jetre, no tada ujedno sazna neke vitalne informacije o njoj i njezinoj partnerici Max. U međuvremenu, Cameron optužuje Foremana za plagiranje nakon što uoči kako je njegov objavljeni članak jako sličan njezinom koji je htjela objaviti. |                          |                       |                                                                                          |                    | |
| 41 (2-19) | "House vs. God"          | John F. Showalter     | Doris Egan                                                                               | 25. travnja 2006.  | Tuberozna skleroza i herpesni encefalitis                                                                 |
| Nakon što 15-ogodišnji vjerski iscjelitelj dobije napadaj tijekom mise, odlazi u Princeton-Plainsboro gdje njegov slučaj dodjeljuju House. Odmah po primitku House izražava svoj skepticizam prema njegovim sposobnostima i samom vjerskom uvjerenju i naziva ga varalicom, tvrdeći da blefira. No, kada pacijent porazgovara s jednom Wilsonovom umirućom pacijenticom, a njoj se stanje nakon toga počinje poboljšavati, Houseova teza naizgled pada u vodu. Uskoro House otkrije pravi uzrok dječakova stanja, čime ujedno potvrđuje svoju tezu o dječaku kao manipulatoru i varalici, i želi mu operirati mozak. Dječak to ne dozovljava stalno se pozivajući na Boga i njegovu pomoć. House i njegov tim tada upadaju u tešku situaciju i moraju nešto poduzeti kako bi izliječili iscjelitelja prije nego ovaj umre.                                       |                          |                       |                                                                                          |                    | |
| 42 (2-20) | "Euphoria, Part 1"       | Deran Sarafian        | Matthew V. Lewis                                                                         | 2. svibnja 2006.   | Sekundarna legioneloza, ali bez konačne dijagnoze                                                         |
| Houseov novi pacijent je pokvareni policajac koji nakon potjere pokazuje jako čudne simptome i nekontrolirano se smije bez ikakvog razloga, no on i njegov tim nikako ne mogu utvrditi uzrok simptoma. Dok se policajčevo stanje pogoršava, Foreman počinje pokazivati iste simptome, što još više oteža situaciju Houseu i njegovom timu, koji su sada suočeni s umirućim policajcem i bolesnim kolegom, koga, ako ne otkriju uzrok, očekuje ista sudbina. |                          |                       |                                                                                          |                    | |
| 43 (2-21) | "Euphoria, Part 2"       | Deran Sarafian        | Russel Friend, Garrett Lerner i David Shore                                              | 3. svibnja 2006.   | Sekundarna legioneloza i primarni amebni meningoencefalitis uzrokovan infekcijom amebom Naegleria fowleri |
| Policajac umre, a Foremanovo se stanje i dalje pogoršava. House i ostatak tima još ne znaju uzrok. Foreman, svjestan svoje moguće smrti, poziva svog oca kako bi bio uz njega. House i njegov tim više puta odlaze u policajčev stan, no svi su ti pokušaji rezultirali neuspjehom. Pri kraju epizode House posljednji put odlazi u stan kako bi provjerio još jednu teoriju prije nego bolest, koja je već ubila policajca, isto napravi i Foremanu. |                          |                       |                                                                                          |                    | |
| 44 (2-22) | "Forever"                | Daniel Sackheim       | Liz Friedman                                                                             | 9. svibnja 2006.   | Pelagra, celijakija i MALT limfom                                                                         |
| Nakon što krene na posao, no povrati ispred vrata, Brent Mason (Kip Pardue) vrati se natrag u kuću samo kako bi našao svoju suprugu Karu (Hillary Tuck) u kadi bez svijesti, a njihovo novorođenče u vodi kako se utapa. Odlazi u Princeton-Plainsboro gdje House saznaje zanimljive detalje o njihovim životima. |                          |                       |                                                                                          |                    | |
| 45 (2-23) | "Who's Your Daddy?"      | Daniel Sackheim       | John Mankiewicz i Lawrence Kaplow (scenarij) Charles M. Duncan i John Mankiewicz (priča) | 16. svibnja 2006.  | Hemokromatoza i zigomikoza                                                                                |
| Houseov prijatelj iz srednje škole, s kojim se nije dugo vidio, dovodi mu djevojčicu koja je preživjela nedavni nalet uragana Katrine i za koju je nedavno saznao kako mu je kći. Iako vjeruje kako djevojčica vuče njegovog prijatelja za nos, House uzima slučaj. Kako bi prozreo djevojčicine laži, a time ju i izliječio, House i sam mora upotrijebiti svoju iznimnu sposobnost laganja. |                          |                       |                                                                                          |                    | |
| 46 (2-24) | "No Reason"              | David Shore           | David Shore (scenarij) David Shore i Lawrence Kaplow (priča)                             | 23. svibnja 2006.  | Bez dijagnoze (Houseova halucinacija)                                                                     |
| Dok pokušavaju otkriti uzrok natečenog jezika jednog pacijenta, u Houseov ured ulazi suprug jedne njegove bivše pacijentice i, nakon što sazna tko je House, ispali nekoliko metaka u njega. House nastavlja s dijagnosticiranjem pacijenta iz svog kreveta, no ubrzo shvati kako je čovjek koji ga je upucao (Elias Koteas) njegov cimer jer su njega upucali članovi bolničkog osiguranja. Kada nuspojave pucnjave počnu utjecati na njega, House se zapita je li dovoljno stabilan da postavi pravilnu dijagnozu. Dok se pacijentovo stanje pogoršava, House se mora boriti sa sumnjom u sebe i mora vjerovati da njegov tim može riješiti slučaj. Ujedno počinje dobivati halucinacije tako da se mora nositi s problemom razlikovanja stvarnosti od fikcije, sve dok na koncu ne shvati kako je sve što mu se dogodilo nakon pucnjave zapravo halucinacija. |                          |                       |                                                                                          |                    | |

### Sezona 3: 2006. – 2007.
| Epizoda # | Naslov                   | Redatelj            | Scenarist(i)                                                                                                   | Datum               | Konačna dijagnoza                                                                                |
| --- | ------------------------ | ------------------- | --- | ------------------- | ------------------------------------------------------------------------------------------------ |
| 47 (3-01) | "Meaning"                | Deran Sarafian      | Lawrence Kaplow i David Shore (scenarij) Russel Friend, Garrett Lerner, Lawrence Kaplow i David Shore (priča)  | 5. rujna 2006.      | Addisonova bolest (Richard); Skorbut (Caren)                                                     |
| House se potpuno oporavio od posljedica ranjavanja i vratio se natrag na posao uzevši dva slučaja istodobno: Richard je ostao paraliziran prije 8 godina nakon operacije raka mozga i u svojim se invalidskim kolicima "provozao" u bazen, dok je Caren ostala paralizirana nakon sata joge. Kada House započne dijagnosticiranje, njegov tim uoči promjenu u ponašanju i ophođenju s pacijentima. |                          |                     | |                     |                                                                                                  |
| 48 (3-02) | "Cane and Able"          | Daniel Sackheim     | Russel Friend i Garrett Lerner (scenarij) Russel Friend, Garrett Lerner, Lawrence Kaplow i David Shore (priča) | 12. rujna 2006.     | Himerizam                                                                                        |
| Sedmogodišnjak Clancy dolazi u Princeton-Plainsboro s rektalnim krvarenjem i tvrdi kako su ga oteli izvanzemaljci. Tim obavi neke testove, no kada za iste testove dobiju različite rezultate, uz to što pronađi metalni objekt u Clancyjevom vratu, doktori počinju vjerovati dječaku i priči o otmici. Wilson i Cuddy u međuvremenu odluče kako neće Houseu reći istinu o njegovom posljednjem slučaju, nadajući se kako će postati malo humaniji. Cameron je zgrožena njihovim postupkom. Kada frustrirani House odustaje od Clancyjevog slučaja, Cuddy počinje razmišljati o valjanosti skrivanja istine od Housea. |                          |                     | |                     |                                                                                                  |
| 49 (3-03) | "Informed Consent"       | Laura Innes         | David Foster                                                                                                   | 19. rujna 2006.     | Zatajenje srca koje je uzrokovalo senilnu srčanu amiloidozu                                      |
| Houseov novi pacijent je Ezra Powell (Joel Grey), renomirani medicinski istraživač koji se sruši u svom laboratoriju. Unatoč svim Houseovim pokušajima, njegov tim ne može otkriti pravi uzrok tako da se Ezrino stanje pogoršava. Na koncu, Ezra zahtijeva od tima da mu pomognu tako što ga isključe s aparata i ubiju, no svaki član tima ima moralne sumnje oko tog poteza, posebno zato što mogućnost izliječenja još postoji. U međuvremenu, kći tinejdžerka jedne pacijentice koja dolazi u kliniku jako se zaljubi u Housea i počinje ga slijediti.                                                             |                          |                     | |                     |                                                                                                  |
| 50 (3-04) | "Lines in the Sand"      | Newton Thomas Sigel | David Hoselton                                                                                                 | 26. rujna 2006.     | Infkecija Baylisascarisom (Adam); Kokidioidomikoza (Ali)                                         |
| House uzima slučaj desetogodišnjeg autista Adama koji počinje glasno vrištati bez razloga. Cuddy je napravila sitne promjene u Houseovom uredu, no on ne želi ući u njega dok se sve ne vrati na staro, te tako luta bolnicom u potrazi za privremenim uredom. Tinejdžerka viđena u prošloj epizodi i dalje je zaljubljena u Housea, no njezino mu proganjanje polagano počinje ići na živce. |                          |                     | |                     |                                                                                                  |
| 51 (3-05) | "Fools for Love"         | David Platt         | Peter Blake | 31. listopada 2006. | Hereditarni angiodem                                                                             |
| House preuzima slučaj mlade žene koja biva dovedena u bolnicu nakon respiratornih problema i snažne boli u stomaku. Sve se to dogodilo nakon što su njezin suprug i ona opljačkani. No, uskoro i suprug izgubi svijest tako da tim počinje vjerovati kako su njihove bolesti povezane. U međuvremenu, House u klinici pregledava detektiva Michaela Trittera (David Morse), koji ima problema s spolnim organom. No, nakon što House biva iznimno grub prema njemu, Tritter se odluči osvetiti i počinje stvarati probleme Houseu.                                                                                      |                          |                     | |                     |                                                                                                  |
| 52 (3-06) | "Que Será Será"          | Deran Sarafian      | Thomas L. Moran                                                                                                | 7. studenog 2006.   | Karcinom malih stanica                                                                           |
| Morbidno debeli čovjek pada u komu nakon požara i biva doveden u Princeton-Plainsboro. Po buđenju zahtijeva otpuštanje iz bolnice i odbija bilo kakve testove na bolesti koje imaju veze s njegovom masom. |                          |                     | |                     |                                                                                                  |
| 53 (3-07) | "Son of Coma Guy"        | Dan Attias          | Doris Egan | 14. studenog 2006.  | MERRF sindrom                                                                                    |
| House odluči probuditi ukomiranog čovjeka kako bi ga ispitao o obiteljskoj povijesti zbog njegovog sina koji možda ima genetski poremećaj, a on je jedini koji mu može pomoći. U međuvremenu, Wilson napada Housea zbog ukradenog recepta, a Tritter započinje ispitivanje Houseovog tima kako bi otkrio koliko je svaki od njih lojalan Houseu i saznao neke kompromitirajuće podatke o njemu. |                          |                     | |                     |                                                                                                  |
| 54 (3-08) | "Whac-A-Mole"            | Daniel Sackheim     | Pamela Davis                                                                                                   | 21. studenog 2006.  | Kronična granulomatozna bolest                                                                   |
| Houseov najnoviji pacijent je 18-ogodišnjak Jack koji u bolnicu dolazi nakon srčanog udara i masivnog povraćanje. Jack je bio jedini roditelj svom mlađem bratu i mlađoj sestri nakon smrti njihovih roditelja. Nakon kratkog proučavanja Jackovog života, House otkrije konačnu dijagnozu, napiše ju na papir i zatvori u kovertu i započne igru sa svojim timom, tjerajući ih da pogađaju pravu dijagnozu iako ju on već zna. U međuvremenu, Tritter ispituje Wilsona i onemogućuje mu da radi svoj posao, te pokušava posvađati dva prijatelja.                                                                      |                          |                     | |                     |                                                                                                  |
| 55 (3-09) | "Finding Judas"          | Deran Sarafian      | Sara Hess | 27. studenog 2006.  | Eritropojetična protoporfirija                                                                   |
| House i njegov tim dobivaju slučaj djevojčice Alice koja boluje od pankreatitisa. Nakon što se njezini rastavljeni roditelji ne mogu dogovoriti oko daljnjeg liječenja, a ne dopuštaju Houseu da ih prisili na odluku, House odlazi na sud kako bi dobio punomoć nad medicinskim odlukama vezanim za Alice. U međuvremenu, Houseovo neuzimanje Vicodina počinje uzimati svoj danak i on odlazi kod Cuddy po još. Ona mu ih daje, ali bez recepta i na način da ona kontrolira doze koje uzima. |                          |                     | |                     |                                                                                                  |
| 56 (3-10) | "Merry Little Christmas" | Tony To             | Liz Friedman                                                                                                   | 12. prosinca 2006.  | Histiocitoza Langerhansovih stanica                                                              |
| U Princeton-Plainsborou slavi se Božić, a Wilson je spremio dar za Housea: on i Tritter su sklopili nagodbu, a Houseu preostaju 3 dana da ju prihvati. Cuddy dobiva slučaj čovjeka koji je patuljak i koji pokazuje raznovrsne simptome, a ujedno se oporavlja od nedavnog zatajenja pluća. Ubrzo Cuddy dolazi u iskušenje jer je pred njom odluka koja može ugroziti pacijentov život ili spasiti Houseov posao. |                          |                     | |                     |                                                                                                  |
| 57 (3-11) | "Words and Deeds"        | Daniel Sackheim     | Leonard Dick                                                                                                   | 9. siječnja 2007.   | Meningom                                                                                         |
| House je pozvan pred sud kako bi se riješio slučaj njegovog ilegalnog posjedovanja narkotika. Cuddy savjetuje Houseu kako bi se trebao ispričati Tritteru. U međuvremenu, Houseov najnoviji pacijent je vatrogasac koji boluje od dezorijentiranosti i ima iznimno visoku tjelesnu temperaturu. Vatrogasac će zbog krivo interpretrianih podataka morati pristati na opasnu operaciju mozga koja će mu promijeniti život. |                          |                     | |                     |                                                                                                  |
| 58 (3-12) | "One Day, One Room"      | Juan J. Campanella  | David Shore | 30. siječnja 2007.  | Infekcija bakterijom Chlamydia trachomatis i trudnoća kao rezultat silovanja                     |
| House je oslobođen svih otpužbi za ilegalno posjedovanje i vraća se na posao nakon kratkog odvikavanja. Umorna od Houseovog prijezira prema pacijentima, Cuddy pretvori njegov posao u ambulanti u igru, apelirajući na jedinu stvar koju House priznaje - izazov. Tamo i upozna mladu djevojku Eve, koja je nedavno silovana i koja je pozitivna na spolno prenosivu bolest i koja odbija liječenje od bilo koga osim od Housea. Cameron u međuvremenu upoznaje beskućnika (Geoffrey Lewis) koji nije ono što izgleda da jest.                                                                                         |                          |                     | |                     |                                                                                                  |
| 59 (3-13) | "Needle in a Haystack"   | Peter O'Fallon      | David Foster                                                                                                   | 6. veljače 2007.    | Neprobavljena čačkalica                                                                          |
| 16-ogodišnjak Stevie Lipa dolazi u Princeton-Plainsboro s ozbiljnim respiratornim problemima i unutarnjim krvarenjem. Stevieja dodjeljuju Houseu, no on je previše zaposlen izazovom koji je dobio od Cuddy. Ubrzo Houseov tim saznaje tajnu iz Steviejeva života i otkrije probleme s roditeljima, tako da je Foreman prisiljen negovoriti Stevieja da laže svojim roditeljima, čime riskira svoju dozvolu. |                          |                     | |                     |                                                                                                  |
| 60 (3-14) | "Insensitive"            | Deran Sarafian      | Matthew V. Lewis                                                                                               | 13. veljače 2007.   | Diphyllobothrium latum koji je uzrokovao deficijenciju vitamina B12                              |
| Djevojka (Mika Boorem) koja boluje od rijetkog poremećaja zbog kojeg ne može osjećati bol doživi automobilsku nesreću. Nakon što tim obavi testove, pacijentica počinje dobivati povišenu temperaturu i njezino se stanje počinje naglo pogoršavati. |                          |                     | |                     |                                                                                                  |
| 61 (3-15) | "Half-Wit"               | Katie Jacobs        | Lawrence Kaplow                                                                                                | 6. ožujka 2007.     | Takajasuov arteritis                                                                             |
| Mentalno oštećeni savant glazbenik (Dave Matthews) dobiva napadaje unatoč činjenici da pije lijekove protiv njih. U međuvremenu, Houseov tim saznaje kako se njihov šef prijavio za liječenje protiv raka mozga i pokušavaju razgovarati s njim, no on ih sve hladno odbija. |                          |                     | |                     |                                                                                                  |
| 62 (3-16) | "Top Secret"             | Deran Sarafian      | Thomas L. Moran                                                                                                | 27. ožujka 2007.    | Osler-Weber-Renduov sindrom                                                                      |
| Houseov novi pacijent je vojnik koji se vratio iz Iraka i koji pokazuje simptome sindroma Zaljevskog rata. No, nakon jednog sna o marincima, slučaj postaje kompliciraniji, a dodatne komplikacije uzrokuju i Houseovi vlastiti problemi. |                          |                     | |                     |                                                                                                  |
| 63 (3-17) | "Fetal Position"         | Matt Shakman        | Russel Friend i Garrett Lerner                                                                                 | 3. travnja 2007.    | Ballantyneov sindrom (Emma); Kongenitalna cistična adenomatoidna malformacija (Emmina beba)      |
| Poznata fotografkinja Emma Sloan, koja je ujedno i trudna, dolazi u Princeton-Plainsboro nakon što dobije moždani udar tijekom jednog snimanja. Iako se njezino stanje počinje stabilizirati, uskoro joj otkažu bubrezi, a ona se više brine za zdravlje svoje bebe nego za vlastito. U međuvremenu, Foreman i Cuddy otkrivaju tajnu vezu između Chasea i Cameronice, a House počinje planirati svoj godišnji odmor. |                          |                     | |                     |                                                                                                  |
| 64 (3-18) | "Airborne"               | Elodie Keene        | David Hoselton                                                                                                 | 10. travnja 2007.   | Dekompresijska bolest (Peng); Trovanje metil bromidom (Fran); Masovna histerija (ostali putnici) |
| House i Cuddy moraju riješiti masivno izbijanje čudnih simptoma na povratnom letu iz Singapura, dok Wilson i Houseov tim rješavaju slučaj žene koja konstantno dobiva napadaje. |                          |                     | |                     |                                                                                                  |
| 65 (3-19) | "Act Your Age"           | Daniel Sackheim     | Sara Hess | 17. travnja 2007.   | Preuranjeni pubertet uzrokovan eksternim unošenjem testosterona u organizam                      |
| Šestogodišnja djevojčica pokazuje odlike karakteristične za djevojčice u pubertetu. U međuvremenu, dižu se tenzije između Chasea i Cameronice tako da ih House, koji to, naravno, uoči, namjerno šalje zajedno na zadatke. Kad ih je poslao u djevojčicin dom da potraže toksine ili slične (s)tvari, njih dvoje otkrivaju nešto potencijalno inkriminirajuće za djevojčicina oca. |                          |                     | |                     |                                                                                                  |
| 66 (3-20) | "House Training"         | Paul McCrane        | Doris Egan | 24. travnja 2007.   | Infekcija bakterijom Staphylococcus aureus                                                       |
| Varalica izgubi sposobnost donošenja odluka i dolazi u Princeton-Plainsboro. Dok House i tim pokušavaju otkriti uzrok, Foreman ovaj slučaj prima dosta osobno. |                          |                     | |                     |                                                                                                  |
| 67 (3-21) | "Family"                 | David Straiton      | Liz Friedman                                                                                                   | 1. svibnja 2007.    | Histoplazmoza                                                                                    |
| Jedini spas dječaka oboljelog od leukemije jeste transplantacija koštane srži njegovog brata. No, kada se i brat razboli, House i njegov tim moraju dobiti bitku s vremenom kako bi spasili obojicu. Foreman se u međuvremenu mora nositi s posljedicama prošlog slučaja. |                          |                     | |                     |                                                                                                  |
| 68 (3-22) | "Resignation"            | Martha Mitchell     | Pamela Davis                                                                                                   | 8. svibnja 2007.    | Bakterijska infekcija uzrokovana pokušajem samoubojstva (Addie); Depresija (Wilson)              |
| Spekulacije o Foremanovoj ostavci se nastavljaju. House dobiva slučaj djevojke Addie koja je počela krvariti iz usta tijekom treninga. U međuvremenu, House i Wilson su tajno zabrinuti jedno za drugog. |                          |                     | |                     |                                                                                                  |
| 69 (3-23) | "The Jerk"               | Daniel Sackheim     | Leonard Dick                                                                                                   | 15. svibnja 2007.   | Hemokromatoza                                                                                    |
| House susreće sebi ravnu osobu utjelovljenu u 16-ogodišnjaku Nateu, mladoj šahovskoj nadi, koji uspije izvrijeđati i isprovocirati sve članove Houseovog tima, a umalo mu to uspije i s Houseom. U međuvremenu, razina netrpeljivosti između Foremana i Housea doseže novu razinu kada Foreman misli kako mu je House sabotirao razgovor za posao u drugoj bolnici. |                          |                     | |                     |                                                                                                  |
| 70 (3-24) | "Human Error"            | Katie Jacobs        | Thomas L. Moran i Lawrence Kaplow                                                                              | 29. svibnja 2007.   | Kongenitalni srčani defekt                                                                       |
| House i tim prihvaćaju slučaj žene koja je, zajedno sa suprugom, spašena na moru tijekom puta s Kube s ciljem dolaska u Princeton-Plainsboro i liječenja kod Housea osobno. Po dolasu u bolnicu staje joj srce, no ona, iznenađujuće, i dalje normalno razgovara s Houseom. U međuvremenu, Foreman se priprema za svoj posljednji dan u Princeton-Plainsborou, Chase dobiva otkaz kad se pokušava verbalno obračunati s Houseom, a Cameronica daje ostavku, ostavivši tako Housea bez tima. |                          |                     | |                     |                                                                                                  |

### Sezona 4: 2007. – 2008.
| Epizoda # | Naslov                   | Redatelj            | Scenarist(i)                                                                            | Datum               | Konačna dijagnoza                                                        |
| --- | ------------------------ | ------------------- | --------------------------------------------------------------------------------------- | ------------------- | ------------------------------------------------------------------------ |
| 71 (4-01) | "Alone"                  | Deran Sarafian      | Peter Blake i David Shore (scenarij) Peter Blake (priča)                                | 25. rujna 2007.     | Alergijska reakcija na cefalosporin kod krivo identificirane pacijentice |
| Nakon urušavanja zgrade, House mora raditi brzo i djelotvorno kako bi spasio mladu djevojku Megan koja je čudom preživjela nesreću. Kako je sada bez tima, House svoje ideje prezentira bolničkom čistaču. Unatoč nagovorima od strane Cuddy, House odbija novi tim i nastavlja s dijagnosticiranjem sam, no ubrzo shvaća kako slučaj nije tako jednostavan i kako samostalno rješavanje i nije najbolja ideja. |                          |                     |                                                                                         |                     |                                                                          |
| 72 (4-02) | "The Right Stuff"        | Deran Sarafian      | Doris Egan i Leonard Dick                                                               | 2. listopada 2007.  | Von Hippel-Lindauova bolest                                              |
| House pristaje na formiranje novog tima i započinje proces odabira. Odmah na početku epizode House sustavno eliminira poveći broj kandidata zbog iznimno minornih grešaka. Ubrzo kod njega dolazi NASA-ina pilotkinja Greta (koju House predstavi kao Osamu bin Ladena), koja ima neurološki poremećaj zbog kojeg zvukove pretvara u slike. Svjesna da će joj NASA dati otkaz ako saznaju za njezino stanje, Greta moli Housea da ju liječi u tajnosti. Ovaj je slučaj ujedno prvi test za kandidate koje House još nije eliminirao. U međuvremenu, House biva zbunjen kada vidi Chasea, Cameronicu i Foremana u bolnici, no Wilson ga uporno uvjerava kako nijedno od njih ne radi više u Princeton-Plainsborou. |                          |                     |                                                                                         |                     |                                                                          |
| 73 (4-03) | "97 Seconds"             | David Platt         | Russel Friend i Garrett Lerner                                                          | 9. listopada 2007.  | Strongiloidijaza                                                         |
| Houseu je preostalo još samo 10 kandidata koji započinju nemilosrdnu borbu među sobom kad ih House podijeli u dvije grupe na temelju spola. Kao slučaj dobivaju čovjeka u invalidskim kolicima koji boluje od spinalne mišične atrofije i počinje se gušiti. Pacijentovo se stanje pogoršava dok se dva tima žele međusobno nadmudriti. U međuvremenu, Foreman ima vlastiti tim u drugoj bolnici i koristi jednu metodu vrlo sličnu Houseovoj kako bi izliječio pacijenta. |                          |                     |                                                                                         |                     |                                                                          |
| 74 (4-04) | "Guardian Angels"        | Deran Sarafian      | David Hoselton                                                                          | 23. listopada 2007. | Ergotizam                                                                |
| Tijekom napadaja dekoraterka pogrebnog doma halucinira kako biva silovana, dok, pak, kad dolazi u Princeton-Plainsboro, uvjerava liječnike kako s njom u sobi boravi njezina pokojna majka. House je saznao kako Chase i Cameronica ipak rade u bolnici te da si to nije umislio. U međuvremenu, jedna kandidatkinja traži pomoć upravo od Cameronice, a Foreman dolazi kod Cuddy i nalazi se s njom za ručkom kako bi razgovarao o svojoj situaciji. |                          |                     |                                                                                         |                     |                                                                          |
| 75 (4-05) | "Mirror Mirror"          | David Platt         | David Foster                                                                            | 30. listopada 2007. | Infekcija bakterijom Eperythrozoon                                       |
| Foreman se vraća u Princeton-Plainsboro i dobiva zadatak nadgledanja Houseovih kandidata. Tijekom pljačke jedan se čovjek sruši i padne u respiratorni arest. Iako se ne sjeća tko je ni kako se zove, ima sposobnost čitanja osobnosti najdominantnije osobe u prostoriji i tako si stvara identiet. House je fasciniran točnošću njegovih procjena karaktera, te ga izmanipulira da to čini i drugima. Foreman se tada upita je li House dominantiniji od Cuddy, što House i provjeri. Kada njih dvoje uđu u sobu pacijenta, on kopira Houseov karakter, dokazujući time kako je House ipak najdominantnija osoba u cijeloj bolnici.                                                                            |                          |                     |                                                                                         |                     |                                                                          |
| 76 (4-06) | "Whatever It Takes"      | Juan J. Campanella  | Thomas L. Moran i Peter Blake (scenarij) Thomas L. Moran (priča)                        | 6. studenog 2007.   | Selenoza ("John"); Toplinski udar i trovanje talijem (Casey)             |
| Housea pozove CIA kako bi pomogao u dijagnozi smrtno bolesnog agenta. Dr. Samira Terzi predvodi taj slučaj, no Houseu daje iznimno malo podataka o pacijentu. Zbog nedostatka podataka, House mora pribjeći nekim iznimno atipičnim metodama kako bi spasio agenta. U međuvremenu, Foreman se mora nositi s preostalim kandidatima nakon možebitne krive procjene u slučaju vozača koji je izgubio svijest nakon jedne utrke. |                          |                     |                                                                                         |                     |                                                                          |
| 77 (4-07) | "Ugly"                   | David Straiton      | Sean Whitesell                                                                          | 13. studenog 2007.  | Lyme borelioza                                                           |
| Housea i njegov tim snimaju autori dokumentarca o mladiću s ozbiljnom deformacijom lica koji je prije plastične operacije dobio srčani udar. Dok pokušavaju otkriti mladićev problem, House osjeti kako mu njegova nova prelijepa zaposlenica odvraća pozornost, zbog čega preispituje razloge njezinog zapošljavanja i na koncu joj daje otkaz. |                          |                     |                                                                                         |                     |                                                                          |
| 78 (4-08) | "You Don't Want to Know" | Lesli Linka Glatter | Sara Hess                                                                               | 20. studenog 2007.  | Autoimuna hemolitička anemija zbog sistematičnog eritermnog lupusa       |
| Houseov novi pacijent je iluzionist koji dobije srčani udar tijekom točke podvodnog bijega. Dok preostali kandidati pokušavaju postaviti dijagnozu, House nastavlja svoju bitku s iracionalnim i pokušava dokazati kako je taj iluzionist zapravo samo varalica. U međuvremenu, House kandidatima daje test vezan uz Cuddy i pobjedniku jamči imunitet i mogućnost da nominira dvojicu suparnika za eliminaciju. |                          |                     |                                                                                         |                     |                                                                          |
| 79 (4-09) | "Games"                  | Deran Sarafian      | Eli Attie                                                                               | 27. studenog 2007.  | Ospice                                                                   |
| House kandidatima dodjeljuje posebno težak slučaj punk gitarista koji odbija suradnju, a ujedno ima povijest vezanu uz alkohol i droge, dok Cuddy naređuje Houseu da donese odluku i sastavi tim. House obećaje posao onom kandidatu koji postavi konkretnu dijagnozu. U međuvremenu, Wilson kontaktira s jednim svojim bivšim pacijentom kome je krivo postavio dijagnozu i rekao da će umrijeti, te se sada mora nositi s posljedicama tog postupka. |                          |                     |                                                                                         |                     |                                                                          |
| 80 (4-10) | "It's a Wonderful Lie"   | Matt Shakman        | Pamela Davis                                                                            | 29. siječnja 2008.  | Rak dojke                                                                |
| House i njegov novi tim u sastavu Chris Taub, Lawrence Kutner i Trinaest dobivaju pacijenticu kojoj su se naglo paralizirale ruke, zbog čega se ozlijedila njezina kći. Dok House pokušava otkriti uzrok problema majke i kćeri, sve je više i više uvjeren kako majka ne govori sve što bi trebala. |                          |                     |                                                                                         |                     |                                                                          |
| 81 (4-11) | "Frozen"                 | David Straiton      | Liz Friedman                                                                            | 3. veljače 2008.    | Masna embolija zbog slomljenog prsta                                     |
| Dr. Cate Milton (Mira Sorvino) radi na Južnom polu kao jedina liječnica istraživačkog tima, no odjednom se ona sama razboli i njezine su kolege prisiljene zvati Housea kako bi ju izliječio preko telefonske veze. Zbog nemogućnosti nabave lijekova, House i njegov tim moraju liječiti dr. Milton preko web kamere. U međuvremenu, House natjera Kutnera, Tauba i 13 da maltretiraju Cameronicu dok ona Houseu ne nabavi kabelsku televiziju, a sam House pokušava saznati identitet Wilsonove nove djevojke. |                          |                     |                                                                                         |                     |                                                                          |
| 82 (4-12) | "Don't Ever Change"      | Deran Sarafian      | Leonard Dick i Doris Egan                                                               | 5. veljače 2008.    | Nefroptoza                                                               |
| Houseova nova pacijentica je žena (Laura Silverman) koja izgubi svijest na vlastitom vjenčanju. Kada većina testova bude negativna, House i tim počinju sumnjati kako ih pacijentica pokušava prevariti. No, ubrzo otkrivaju kako je pacijentica bila glazbena producentica i kako je živjela na rubu, no naglo se promijenila i preobratila na judaizam. House, koji ne vjeruje da se ljudi mijenjaju, zaključi kako je sve to mogao biti rezultat neke bolesti. |                          |                     |                                                                                         |                     |                                                                          |
| 83 (4-13) | "No More Mr. Nice Guy"   | Deran Sarafian      | David Hoselton i David Shore                                                            | 28. travnja 2008.   | Chagasova bolest                                                         |
| House posumnja kako jedan pacijent ima veći problem nego što mu je dijagnosticiran na hitnoj službi zbog toga što je pacijent jednostavno previše dobar. Skeptični House pokušava dokazati neistinitost njegove vedrine dok njegov tim pokušava otkriti o kojoj se bolesti radi, no odbija uzeti vedrinu i dobrotu kao simptome. U međuvremenu, House se posvađa s Wilsonovom djevojkom Amber oko količine vremena koju smije provoditi s Wilsonom, a Cuddy zahtijeva od Housea procjenu sposobnosti za njegov tim. |                          |                     |                                                                                         |                     |                                                                          |
| 84 (4-14) | "Living the Dream"       | David Straiton      | Sara Hess i Liz Friedman                                                                | 5. svibnja 2008.    | Hipersenzitivni vaskulitis uzrokovan alergijom na kinin                  |
| House je uvjeren kako zvijezda jedne od njegovih omiljenih sapunica (Jason Lewis) ima tešku bolest nakon što uoči jednu jedva primjetnu promjenu u njegovom govoru tijekom jedne epizode. House uzima stvari u svoje ruke i otima glumca kako bi ga pregledao, no sam glumac i Houseov tim tvrde kako je glumac potpuno zdrav. U međuvremenu, Wilson i Amber dožive svoju prvu svađu, a Cuddy mora malo glumiti kako bi inspektor, koji je iznenada došao u inspekciju, dobio kvalitetan dojam o bolnici. |                          |                     |                                                                                         |                     |                                                                          |
| 85 (4-15) | "House's Head"           | Greg Yaitanes       | Peter Blake, David Foster, Russel Friend i Garrett Lerner (scenarij) Doris Egan (priča) | 12. svibnja 2008.   | Zračni embolizam                                                         |
| House dolazi k svijesti zbunjen, ne znajući gdje se nalazi i obliven krvlju nakon autobusne nesreće u kojoj je ozlijeđeno desetak ljudi. Iako se ne može sjetiti svih detalja vezanih uz nesreću, sjeti se kako je jedan od putnika pokazivao simptome smrtonosne bolesti prije same nesreće. Unatoč negodovanju svog tima, House odluči pretrpjeti bol kako bi otkrio o kojem se putniku radi i spasio ga, iako ovaj možda i ne zna da umire. Kada House konačno otkrije o kome se radi, svi bivaju šokirani činjenicom da je ta koja umire zapravo Amber. |                          |                     |                                                                                         |                     |                                                                          |
| 86 (4-16) | "Wilson's Heart"         | Katie Jacobs        | Peter Blake, David Foster, Russel Friend i Garrett Lerner (scenarij) Doris Egan (priča) | 19. svibnja 2008.   | Trovanje amantadinom                                                     |
| Houseov tim pokušava otkriti što se zapravo dešava Amber prije nego što ona umre, a prijateljstvo između Housea i Wilsona stavljeno je na kušnju nakon što se House počne prisjećati sve više detalja o toj nesreći. U međuvremenu, Trinaest se pokušava nositi s činjenicom da ima Huntingtonovu bolest. |                          |                     |                                                                                         |                     |                                                                          |

### Sezona 5: 2008. – 2009.
| Epizoda # | Naslov                     | Redatelj             | Scenarist(i)                                                     | Datum               | Konačna dijagnoza                                                                          |
| --- | -------------------------- | -------------------- | ---------------------------------------------------------------- | ------------------- | ------------------------------------------------------------------------------------------ |
| 87 (5-01) | "Dying Changes Everything" | Deran Sarafian       | Eli Attie                                                        | 16. rujna 2008.     | Difuzna lepromatozna lepra                                                                 |
| Prošla su 4 mjeseca od šokantne Amberine smrti. U nemogućnosti da se nosi s time, Wilson daje ostavku, a Cuddy očajnički pokušava popraviti Houseovo i Wilsonovo prijateljstvo. U međuvremenu, Trinaest se još uvijek bori s činjenicom da ima Huntingtonovu bolest i radi na slučaju izvršne asistentice koja ima sličnu osobnost kao i ona. |                            |                      |                                                                  |                     |                                                                                            |
| 88 (5-02) | "Not Cancer"               | David Straiton       | David Shore i Lawrence Kaplow                                    | 23. rujna 2008.     | Transplantirane kancerogene matične stanice                                                |
| Organi jednog donatora uzrokuju smrt nekoliko primatelja tako da House i njegov tim moraju brzo djelovati kako bi spasili dvoje preživjelih. U međuvremenu, House unajmi privatnog istražitelja Lucasa Douglasa (Michael Weston) kako bi špijunirao Wilsona i Houseov tim. |                            |                      |                                                                  |                     |                                                                                            |
| 89 (5-03) | "Adverse Events"           | Andrew Bernstein     | Carol Green i Dustin Paddock                                     | 30. rujna 2008.     | Bezoar                                                                                     |
| Slikarov nedijagnosticirani i neliječeni problem počinje utjecati na njegov rad i zdravlje, te njegova djevojka i klijenti uoče iznimnu grotesknost njegovih djela. Iako tvrdi da mu je bolje, dolazi u Princeton-Plainsboro. Ubrzo na vidjelo dolazi istina koja otkriva da je slikar istovremeno bio na tri različita testiranja lijekova, što nije rekao svojoj djevojci. U međuvremenu, Douglas nastavlja s istraživanjem, ali ovaj put kao zadatak dobiva i otkrivanje podataka o Cuddy. |                            |                      |                                                                  |                     |                                                                                            |
| 90 (5-04) | "Birthmarks"               | David Platt          | Doris Egan i David Foster                                        | 14. listopada 2008. | Metalne igle u mozgu koje je pomaknuo magnet                                               |
| House je prisiljen otići na sprovod svog oca unatoč vlastitoj nevoljkosti. Njegov tim uzima slučaj mlade žene koja je u Kini izgubila svijest tijekom potrage za svojim biološkim roditeljima. Dok ga Wilson vozi na sprovod, House svome timu asistira preko mobitela. Tijekom puta policija zaustavi Housea i Wilsona i oduzme Houseov mobitel, zbog čega njegov tim mora dešifrirati Houseovu metaforu. U ovoj epizodi saznajemo kako su se House i Wilson upoznali. |                            |                      |                                                                  |                     |                                                                                            |
| 91 (5-05) | "Lucky Thirteen"           | Greg Yaitanes        | Liz Friedman i Sara Hess                                         | 21. listopada 2008. | Kandidijaza i Sjögrenov sindrom                                                            |
| Trinaest u Princeton-Plainsboro dovodi djevojku s kojom je spavala prethodnu noć nakon što je ova dobila napadaj u njezinom stanu. Iako House prihvati slučaj, iskoristi ga kako bi otkrio detalje o Trinaesticinom privatnom životu. Trinaest uskoro saznaje kako je ta djevojka s njom spavala kako bi došla do Housea, koji ju je nekoliko puta odbio kao pacijenticu. U međuvremenu, Douglas i dalje prati Wilsona. |                            |                      |                                                                  |                     |                                                                                            |
| 92 (5-06) | "Joy"                      | Deran Sarafian       | David Hoselton                                                   | 28. listopada 2008. | Familijarna mediteranska groznica (Jerry i Samantha); Pulmonarna hipoplazija (Joy)         |
| Houseov novi slučaj je onaj sredovječnog čovjeka koji s vremena na vrijeme gubi svijest i ne sjeća se što se dogodilo, a ujedno i hoda u snu. Uskoro tim otkrije kako i njegova 12-ogodišnja kći pokazuje slične simptome. Jerryjevo stanje se pogoršava, a i Samantha počinje pokazivati nove simptome. U međuvremenu, House sazna da će Cuddy usvojiti dijete koje će se roditi za 2 tjedna. No, kada Cuddy uoči kako majka ima neobičan osip, preuzima njezin slučaj kao liječnica, ali i kao potencijalna majka. |                            |                      |                                                                  |                     |                                                                                            |
| 93 (5-07) | "The Itch"                 | Greg Yaitanes        | Peter Blake                                                      | 11. studenog 2008.  | Trovanje olovom zbog krhotina metka                                                        |
| Čovjek s agorafobijom razboli se u svojoj kući i odbija otići u bolnicu na liječenje. House i njegov tim zbog toga moraju ići u njegov dom kako bi otkrili što mu je. Slučaju prisustvuje i Cameron koja je tog čovjeka liječila već i prije, te asistira timu u pronalaženju metoda za kućno liječenje. No, čovjekovo se stanje pogoršava i nije ga više moguće liječiti kod kuće, zbog čega House smisli plan kako ga mirno odvesti u bolnicu. U međuvremenu, Chase i Cameron rješavaju probleme u njihovoj vezi, a House se ne može riješiti svrbeža, zbog čega Wilson daje vlastiti uvid o tom pitanju. |                            |                      |                                                                  |                     |                                                                                            |
| 94 (5-08) | "Emancipation"             | James Hayman         | Pamela Davis i Leonard Dick                                      | 18. studenog 2008.  | Akutna promijelocitična leukemija i trovanje arsenom ("Sophia"); Trovanje željezom (Jonah) |
| 16-ogodišnja voditeljica tvornice sruši se na poslu nakon što joj se pluća napune tekućinom. Ona Houseu i timu isprva govori kako je još od smrti svojih roditelja emancipirana maloljetnica. U međuvremenu, Foreman traži Houseovo dopuštenje da sudjeluje kao član tima za testiranje jednog lijeka, no ovaj odbija. Tada Foreman, kako bi dokazao da može raditi dva posla odjednom bez Houseove nadležnosti, uzima vlastiti slučaj. No, kada se dječakovo stanje iznimno pogorša, Foreman se počinje pitati je li napravio dobru odluku i može li stvarno raditi bez Houseove pomoći. |                            |                      |                                                                  |                     |                                                                                            |
| 95 (5-09) | "Last Resort"              | Katie Jacobs         | Matthew V. Lewis i Eli Attie (scenarij) Matthew V. Lewis (priča) | 25. studenog 2008.  | Melioidoza                                                                                 |
| Bolesni čovjek ulazi u ured dr. Cuddy te uzima Housea, Trinaesticu i još nekolicinu pacijenata kao taoce, zahtijevajući dijagnozu. U svom očaju uspije nagovoriti Trinaesticu da bude pokusni kunić za njegove lijekove, a House pokušava riješiti slučaj prije nego specijalci počnu pucati po otimaču. |                            |                      |                                                                  |                     |                                                                                            |
| 96 (5-10) | "Let Them Eat Cake"        | Deran Sarafian       | Russel Friend i Garrett Lerner                                   | 2. prosinca 2008.   | Hereditarna koproporfirija (Emmy); Simuliranje (Deedee, namjestio House)                   |
| Trenerica fitnesa, poznata po svom zagovaranju "prirodnog" mršavljenja, padne u nesvijest tijekom snimanja reklame. U međuvremenu, Trinaest uzima pokusni lijek za Huntingtonovu pod Foremanovom nadležnošću, Kutner vodi on-line kliniku pod Houseovim imenom, a Cuddy se seli u Houseov ured dok se njezin preuređuje, što Houseu ne odgovara. |                            |                      |                                                                  |                     |                                                                                            |
| 97 (5-11) | "Joy to the World"         | David Straiton       | Peter Blake                                                      | 9. prosinca 2008.   | Postporođajna eklampsija                                                                   |
| Iskompleksirana tinejdžerica povrati i izgubi svijest tijekom božićnog programa svoje škole. House preuzima njezin slučaj. U međuvremenu, Foreman i Trinaest saznaju više jedno o drugom tijekom testa probnih lijekova za Huntingtonovu, House prima i daje božićne poklone, zbog čega se stvaraju mnoge špekulacije, a Cuddy također dobiva jedan poseban poklon. |                            |                      |                                                                  |                     |                                                                                            |
| 98 (5-12) | "Painless"                 | Andrew Bernstein     | Thomas L. Moran i Eli Attie                                      | 19. siječnja 2009.  | Epilepsija                                                                                 |
| Cameron nagovori Housea i tim da uzmu slučaj suicidalnog čovjeka koji pati od kronične boli slične onoj Houseovoj. U međuvremenu, briga o kćeri ne dopušta Cuddy da se previše posveti poslu, a Foreman i Trinaest i dalje razvijaju svoju vezu tijekom testova. |                            |                      |                                                                  |                     |                                                                                            |
| 99 (5-13) | "Big Baby"                 | Deran Sarafian       | Lawrence Kaplow i David Foster                                   | 26. siječnja 2009.  | Otvoreni ductus arteriosus                                                                 |
| Cuddy odluči kako će više vremena provoditi kući sa svojom kćeri i postavi Cameronicu na svoje mjesto. Houseov tim dobiva slučaj odgajateljice za djecu s mentalnim problemima čija je prividna dobrota zapravo bolest. U međuvremenu, Foreman mora donijeti potencijalno opasnu odluku u vezi s Trinaesticom i testom za Huntingtonovu. |                            |                      |                                                                  |                     |                                                                                            |
| 100 (5-14) | "The Greater Good"         | Leslie Linka Glatter | Sara Hess                                                        | 2. veljače 2009.    | Ektopična endometrioza                                                                     |
| House i njegov tim preuzimaju slučaj žene koja se srušila usred sata kulinarstva. Kada saznaju da je pacijentica zapravo renomirana znanstvenica na polju istraživanja raka koja je ostavila taj posao radi osobne sreće, počinju preispitivati svoju sreću (ili njen nedostatak). U međuvremenu, Trinaest počinje osjećati ozbiljne posljedice lijeka za Huntingtonovu, a Cuddy se osvećuje Houseu. |                            |                      |                                                                  |                     |                                                                                            |
| 101 (5-15) | "Unfaithful"               | Greg Yaitanes        | David Hoselton                                                   | 16. veljače 2009.   | Wiskott-Aldrichov sindrom                                                                  |
| Kada svećenik koji vodi sklonište za beskućnike vidi lebdećeg Isusa kako mu stoji pred vratima, odlazi u Princeton-Plainsboro, gdje ga predjadaju na hitnom prijemu. House uzima slučaj kako distrakciju za ostatak tima dok on konfrontira Foremana i Trinaesticu oko njihove veze. Tim uskoro saznaje kako je svećenik upleten u skandal oko silovanja maloljetnika, zbog čega je i izgubio svoju vjeru u Boga. No, baš kada su ga spremni otpustiti iz bolnice, svećenikovo se stanje pogoršava, tako da House mora učiniti sve kako bi ga spasio, a ujedno se mora suočiti s vlastitom prošlošću i osobnim uvjerenjima. |                            |                      |                                                                  |                     |                                                                                            |
| 102 (5-16) | "The Softer Side"          | Deran Sarafian       | Liz Friedman                                                     | 23. veljače 2009.   | Disfunkcija bubrega zbog dehidracije i kontrastno inducirane nefropatije                   |
| Houseov novi slučaj je tinejdžer koji je kolabirao nakon košarkaške utakmice s jakom boli u pelvisu. House ubrzo saznaje kako dječak ima genetički mozaicizam, točnije, ima i muški i ženski DNK, a roditelji mu govore kako on ne zna za to. Ujedno dodaju kako su mu spol odabrali dok je još bio dijete i da su ga tako i odgajali. No, kada se njegovo stanje pogorša, roditelji se počinju zapitkivati jesu li donijeli pravu odluku. U međuvremenu, Wilson i Cuddy počinju sumnjati u Housea kada se ovaj počinje ponašati jako pristojno. |                            |                      |                                                                  |                     |                                                                                            |
| 103 (5-17) | "The Social Contract"      | Andrew Bernstein     | Doris Egan                                                       | 9. ožujka 2009.     | Autoimunitet nastao zbog Doege-Potterovog sindroma                                         |
| House i tim uzimaju slučaj Nicka Greenwalda (Jay Karnes) koji tijekom večere izgubi mogućnost laganja i počinje vrijeđati svoje kolege prije no što kolabira. Tim ubrzo shvati kako Nick ima disinhibiciju prednjeg režnja koja mu onemogućuje da svoje misli zadrži za sebe, zbog čega konstantno vrijeđa sve oko sebe. Iako njegove misli zabave Housea zbog nekih komentara o njegovim kolegama, Nicku problem stvara činjenica da ne može više lagati svojoj supruzi i ostalim ljudima do kojih mu je stalo. U međuvremenu, House sumnja kako mu Wilson i Taub nešto taje, no uspije otkriti istinu koja se iza toga skriva. |                            |                      |                                                                  |                     |                                                                                            |
| 104 (5-18) | "Here Kitty"               | Juan J. Campanella   | Peter Blake                                                      | 16. ožujka 2009.    | Tumor koji proizvodi kortikoid nastao zbog raka slijepog crijeva                           |
| Megan (Judy Greer) radi u staračkom domu i, nakon što mačka iz doma, Debbie, spava pokraj nje, odglumi bolest kako bi zadobila Houseovu pozornost. Megan Houseu kaže kako Debbie spava samo do ljudi koji će ubrzo umrijeti, što i jako dobro predviđa. Iako House naziva Megan luđakinjom, zaintrigira ga njezina ideja o mački koja predviđa smrt i krene kako bi dokazao da je to laž. Kada se Megan stvarno i ozbiljno razboli, House i njegov tim moraju riješiti oba slučaja. U međuvremenu, Taub ima financijskih poteškoća, te se nalazi sa starim srednjoškolskim prijateljem, koji mu omogućuje poslovnu priliku i visoku zaradu o kojoj prije nije razmišljao. |                            |                      |                                                                  |                     |                                                                                            |
| 105 (5-19) | "Locked In"                | Dan Attias           | Russel Friend, Garrett Lerner i David Foster                     | 30. ožujka 2009.    | Sindrom zaključanosti i leptospiroza                                                       |
| House doživi motociklističku nesreću u New Yorku i biva odvezen u bolnicu gdje susreće potpuno paraliziranog biciklista (Mos Def). Dok House prebaci pacijenta u Princeton-Plainsboro kako bi otkrio što mu je, Wilson pokušava otkriti zašto je House bio u New Yorku. |                            |                      |                                                                  |                     |                                                                                            |
| 106 (5-20) | "Simple Explanation"       | Greg Yaitanes        | Leonard Dick                                                     | 6. travnja 2009.    | Visceralna lišmanijaza (Charlotte); Blastomikoza (Eddie)                                   |
| Postarija žena Charlotte, koja se 6 mjeseci brinula o svom umirućem suprugu Eddieju (Meat Loaf), biva dovedena u Princeton-Plainsboro nakon što kolabira na samrtnoj postelji svog supruga. No, slučaj postaje sve kompliciraniji kada se Eddiejevo stanje poboljša, a Charlotteino pogorša. U međuvremenu, House, Wilson, Cuddy, Cameron i Chase te cijeli Houseov tim pokušavaju se nositi s tugom zbog Kutnerovog samoubojstva. |                            |                      |                                                                  |                     |                                                                                            |
| 107 (5-21) | "Saviors"                  | Matthew Penn         | Eli Attie i Thomas L. Moran                                      | 13. travnja 2009.   | Sporotrihoza                                                                               |
| Cijela se bolnica, naročito Houseov tim, pokušava nositi s posljedicama Kutnerovog samoubojstva, a Cameron Houseu donosi slučaj borca za očuvanje okoliša koji je kolabirao usred prosvjeda. U međuvremenu, Chase, nakon višegodišnje veze, zaprosi Cameronicu. |                            |                      |                                                                  |                     |                                                                                            |
| 108 (5-22) | "House Divided"            | Greg Yaitanes        | Liz Friedman i Matthew V. Lewis                                  | 27. travnja 2009.   | Sarkoidoza                                                                                 |
| Houseov novi pacijent je 14-ogodišnji gluhi dječak Seth (Ryan Lane) koji je kolabirao tijekom hrvanja nakon što je počeo "čuti" eksplozije u glavi. Ubrzo tim dolazi u etičku dilemu kada Sethova majka (Clare Carey) odbije sinu ugraditi slušni aparat. U međuvremenu, House pati od nedostatka sna i počinje halucinirati Wilsonovu pokojnu djevojku Amber. Chase pristaje na momačku večer koju će mu organizirati House, no tijekom proslave padne u anafilaktični šok. |                            |                      |                                                                  |                     |                                                                                            |
| 109 (5-23) | "Under My Skin"            | David Straiton       | Lawrence Kaplow i Pamela Davis                                   | 4. svibnja 2009.    | Gonoreja (Penelope); Ovisnost o Vicodinu (House)                                           |
| House i njegov tim dobivaju težak slučaj balerine (Jamie Tisdale) kojoj su tijekom probe otkazala pluća. Nakon što joj liječnici kažu kako najvjerojatnije neće moći više plesati, njezina budućnost postaje sve gora nakon što joj, kao posljedica liječenja, počinje otpadati koža. House mora riješiti ovaj zamršeni slučaj dok istovremeno mora riješiti svoj problem s halucinacijama - i dalje jako teško spava i priviđa mu se Amber. Iako zamoli Wilsona za pomoć, House je toliko očajan da će, kako bi se riješio halucinacija, pokušati sve moguće tretmane. |                            |                      |                                                                  |                     |                                                                                            |
| 110 (5-24) | "Both Sides Now"           | Greg Yaitanes        | Doris Egan                                                       | 11. svibnja 2009.   | Trovanje propilen glikolom (Scott); Rak gušterače (Eugene); Psihoza (House)                |
| Houseov novi pacijent je Scott (Ashton Holmes), čovjek koji je imao tjelesnu kalostomiju kako bi liječio epilepsiju. Kao posljedica toga, dvije strane njegova mozga u konfliktu su oko dominacije tijelom, zbog čega Scott dobije sindrom izvanzemaljske ruke, zbog kojeg ne može kontrolirati kretnje lijeve ruke. Istovremeno, House i Cuddy pokušavaju riješiti probleme svoje veze nakon što su proveli noć zajedno. Sljedeći dan House je to priznao Wilsonu, na što je ovaj rekao "Wow!", no također ga je upozorio kako Cuddy skriva svoje prave osjećaje i kako ga izbjegava. Uskoro House shvati kako je cijela ta priča zapravo bila halucinacija, te govori Wilsonu da ga odvede u psihijatrijsku bolnicu na liječenje jer više nije sposoban razlikovati stvarnost od iluzije. |                            |                      |                                                                  |                     |                                                                                            |

### Sezona 6: 2009. – 2010.
Šesta sezona počela je 21. rujna 2009. godine dvosatnom premijernom epizodom u kojoj se prikazuje Houseovo liječenje u Psihijatrijskoj bolnici Mayfield.
| Epizoda # | Naslov               | Redatelj            | Scenarist(i)                                                                                      | Datum               | Konačna dijagnoza                                                                       |
| --- | -------------------- | ------------------- | ------------------------------------------------------------------------------------------------- | ------------------- | --------------------------------------------------------------------------------------- |
| 111 (6-01) | "Broken"             | Katie Jacobs        | Russel Friend, Garrett Lerner, David Foster i David Shore                                         | 21. rujna 2009.     | Nema (nema pacijenta)                                                                   |
| House se nalazi u Psihijatrijskoj bolnici Mayfield gdje se liječi zbog psihoze uzrokovane ovisnošću o Vicodinu. Ovo je posebna epizoda koja traje sat i 20 minuta, za razliku od ostalih koje traju 40 min. |                      |                     |                                                                                                   |                     |                                                                                         |
| 112 (6-02) | "Epic Fail"          | Greg Yaitanes       | Sara Hess i Liz Friedman                                                                          | 28. rujna 2009.     | Fabryjeva bolest                                                                        |
| House ima iznenađenje za Cuddy u vezi s Internetom. Foreman pokušava preuzeti Houseov posao voditelja Odjela za dijagnostiku. |                      |                     |                                                                                                   |                     |                                                                                         |
| 113 (6-03) | "The Tyrant"         | David Straiton      | Peter Blake                                                                                       | 5. listopada 2009.  | Blastomikoza                                                                            |
| Houseov novi pacijent je kontroverzni afrički političar Dibala (James Earl Jones), koji se naglo razbolio. U međuvremenu, Wilson pokušava riješiti razmirice sa susjedom. |                      |                     |                                                                                                   |                     |                                                                                         |
| 114 (6-04) | "Instant Karma"      | Greg Yaitanes       | Thomas L. Moran                                                                                   | 12. listopada 2009. | Primarni antifosfolipidni sindrom                                                       |
| Bogati biznismen dovodi svog sina u bolnicu i zahtijeva da ga House liječi. U međuvremenu, Foreman i Chase pripremaju se za izvještaj o slučaju Dibala. Trinaest se nakratko vraća u bolnicu kako bi popričala s Wilsonom, no na kraju epizode ulazi u avion za Maleziju. |                      |                     |                                                                                                   |                     |                                                                                         |
| 115 (6-05) | "Brave Heart"        | Matt Shakman        | Lawrence Kaplow                                                                                   | 19. listopada 2009. | Intrakranijalni vrećasti aneurizam unutar moždanog debla                                |
| Cameron nagovara tim da prihvati slučaj čovjeka čiji su otac, djed i pradjed iznenadno preminuli od srčanog udara prije navršene 40. godine, no House odbija slučaj dok ne dobije konkretne simptome. |                      |                     |                                                                                                   |                     |                                                                                         |
| 116 (6-06) | "Known Unknowns"     | Greg Yaitanes       | Matthew V. Lewis i Doris Egan                                                                     | 9. studenog 2009.   | Infekcija bakterijom Vibrio vulnificus i hemokromatoza                                  |
| Nakon noćnog provoda, tinejdžerka (Anna Attanasio) biva dovedena u Princeton-Plainsboro s ozbiljnim komplikacijama. Tim mora brzo djelovati kako bi ju izliječio, no ona im svojim lažima samo dodatno otežava posao. Pogoršanjem njezinog stanja nije više u mogućnosti razlikovati stvarnost od fikcije. U međuvremenu, Cuddy, Wilson i House odlaze na medicinsku konferenciju preko vikenda, no stvari krenu loše po Housea kada se njegov privatni istražitelj Lucas iznenada vrati.                  |                      |                     |                                                                                                   |                     |                                                                                         |
| 117 (6-07) | "Teamwork"           | David Straiton      | Eli Attie                                                                                         | 16. studenog 2009.  | Strongiloidijaza i Crohnova bolest                                                      |
| Nakon što mu obnove dozvolu, House preuzima mjesto šefa Odjela za dijagnostiku točno na vrijeme da izliječi Hanka Hardwicka (Troy Garity), zvijezdu filmova za odrasle, koji je u bolnicu došao s pulsirajućom boli u oku. U međuvremenu, Cuddy mu napominje kako Princeton-Plainsboro nije pravo mjesto za kvalitetnu vezu. House ujedno pokušava vratiti Tauba i Trinaesticu u tim zbog problema vezanih uz Cameron i Chasea.                                                                            |                      |                     |                                                                                                   |                     |                                                                                         |
| 118 (6-08) | "Ignorance Is Bliss" | Greg Yaitanes       | David Hoselton                                                                                    | 23. studenog 2009.  | Trombotična trombocitopenična purpura i dodatna slezena                                 |
| Dan uoči Dana zahvalnosti briljantni fizičar James Sidas (Esteban Powell), koji je svoju karijeru zamijenio poslom kurira, postaje Houseov novi pacijent. Za pacijenta je inteligencija bijedni teret koji vodi ka depresiji i ovisnosti, što, u kombinaciji s brojnim simptomima, uvelike zbuni tim. U međuvremenu, članovi tima moraju se nositi s problemima u vezama. |                      |                     |                                                                                                   |                     |                                                                                         |
| 119 (6-09) | "Wilson"             | Lesli Linka Glatter | David Foster                                                                                      | 30. studenog 2009.  | Akutna limfatična leukemija                                                             |
| Wilson radi na slučaju svog starog prijatelja (Joshua Malina) te se okladi s Houseom da dijagnoza neće biti karcinom. U međuvremenu, Cuddy ima problema s nekretninama te se raspituje s Wilsonom oko toga. |                      |                     |                                                                                                   |                     |                                                                                         |
| 120 (6-10) | "The Down Low"       | Nick Gomez          | Sara Hess i Liz Friedman                                                                          | 11. siječnja 2010.  | Hughes-Stovinov sindrom                                                                 |
| Čovjek (Ethan Embry) koji je povezan s narkodilerima iznenadno kolabira, no kada dođe u Princeton-Plainsboro, odbija otkriti osobne podatke jer bi ga mogli inkriminirati. Foremanove kolege pokušaju ga uvjeriti kako je njegova plaća manja od njihovih. U međuvremenu, House i Wilson dobivaju novu atraktivnu susjedu Noru i pokušaju uspostaviti odnos s njom. No, problem stvara činjenica što Nora misli da su House i Wilson u vezi, te se njih dvojica moraju konstantno izvlačiti i opravdavati. |                      |                     |                                                                                                   |                     |                                                                                         |
| 121 (6-11) | "Remorse"            | Andrew Bernstein    | Peter Blake                                                                                       | 25. siječnja 2010.  | Wilsonova bolest (primarno); Psihopatija (sekundarno)                                   |
| Nova pacijentica Houseovog tima je Valerie, atraktivna poslovna žena koja dobiva napadaje iznimno jake boli. House prihvati slučaj isključivo zbog njezinog izgleda, a i tim uskoro pada pod njezin šarm. Jedino Trinaest uspije zaobići tu karakteristiku i počinje istraživati bolest. U međuvremenu, House, što je poprilično neobično, kontaktira s bivšim kolegom s fakulteta kako bi ispravio grešku koju je napravio tijekom studija.                                                               |                      |                     |                                                                                                   |                     |                                                                                         |
| 122 (6-12) | "Moving the Chains"  | David Straiton      | Russel Friend i Garrett Lerner                                                                    | 1. veljače 2010.    | Melanom (primarno) Paraneoplastični sindrom (sekundarno)                                |
| House i njegov tim za pacijenta dobivaju mladu nadu američkog nogometa, koju moraju izliječiti dovoljno brzo da stigne na tryoutse za NFL. No, kada pacijent počinje manifestirati niz čudnih i nepovezanih simtpoma, tim ne može postići konsenzus oko najboljeg i najbržeg tretmana. U međuvremenu, Foremanov brat Marcus (Orlando Jones) dolazi u iznenadni posjet, a House i Wilson imaju problema oko sabotaže njihovog stana od strane nepoznate osobe.                                              |                      |                     |                                                                                                   |                     |                                                                                         |
| 123 (6-13) | "5 to 9"             | Andrew Bernstein    | Thomas L. Moran                                                                                   | 8. veljače 2010.    | Nema (nema pacijenta)                                                                   |
| Ova epizoda opisuje jedan dan u životu Lise Cuddy, što je prvi put da je neka epizoda prikazana iz njezine perspektive. Ispostavi se da je dan iznimno zamoran, te da se Cuddy mora nositi s mnogim bolničkim problemima, kao i s uposlenicima koji sumnjaju u njezine poslovne sposobnosti, povezujući sve to s njezinim privatnim životom. |                      |                     |                                                                                                   |                     |                                                                                         |
| 124 (6-14) | "Private Lives"      | Sanford Bookstaver  | Doris Egan                                                                                        | 8. ožujka 2010.     | Whippleova bolest                                                                       |
| Tim preuzima slučaj poznate blogerice, no nailazi na probleme kada ona sve liječnike i dijagnoze odluči objaviti na blogu. U međuvremenu, House i Wilson međusobno si otkrivaju tajne te s Chaseom odlaze na "brzo spajanje". |                      |                     |                                                                                                   |                     |                                                                                         |
| 125 (6-15) | "Black Hole"         | Greg Yaitanes       | Lawrence Kaplow                                                                                   | 15. ožujka 2010.    | Hipersenzitivna cerebralna alergijska šistosomijaza                                     |
| Houseov tim preuzima slučaj maturanta koji iznenada dobiva napadaje i halucinacije te su prisiljeni pristupiti slučaju dosta kontroverzno. U međuvremenu, Wilson želi preurediti stan, a Taub na posao donosi osobne probleme. |                      |                     |                                                                                                   |                     |                                                                                         |
| 126 (6-16) | "Lockdown"           | Hugh Laurie         | Eli Attie i Peter Blake (priča) Russel Friend, Garrett Lerner, Peter Blake i Eli Attie (scenarij) | 12. travnja 2010.   | Nema (nema pacijenta)                                                                   |
| Kada bolnica biva zatvorena zbog nestalog djeteta, svaki od liječnika mora ostati u prostoriji u kojoj se trenutno nalazi, tako da Foreman i Taub završe u arhivi, Wilson i Trinaest ostaju u kantini gdje igraju "istinu-izazov", House s jednim pacijentom (David Strathairn), Chase sa svojom bivšom suprugom, dr. Cameron, dok Cuddy s policijom traži dijete. |                      |                     |                                                                                                   |                     |                                                                                         |
| 127 (6-17) | "Knight Fall"        | Juan J. Campanella  | John C. Kelley                                                                                    | 19. travnja 2010.   | Predoziranje anaboličkim steroidima ubrzano trovanjem biljkom Conium maculatum (kukuta) |
| Tim preuzima slučaj čovjeka koji je, glumeći viteza na sajmu renesanse, iznenada izgubio svijest, zbog čega Foreman i Trinaest odlaze proučiti sajam. U međuvremenu, House sazna da je Wilsonova nova djevojka njegova bivša supruga Sam te pokušava sve kako bi uništio njihovu vezu i tako spasio prijatelja od novog razočarenja i povrede. |                      |                     |                                                                                                   |                     |                                                                                         |
| 128 (6-18) | "Open and Shut"      | Greg Yaitanes       | Liz Friedman i Sara Hess                                                                          | 26. travnja 2010.   | Henoch–Schönleinova purpura                                                             |
| Žena (Sarah Wayne Callies) koja živi u otvorenom braku najednom se razboli tijekom spoja. U međuvremenu, House iskušava obnovljenu vezu Wilsona i Sam. |                      |                     |                                                                                                   |                     |                                                                                         |
| 129 (6-19) | "The Choice"         | Juan J. Campanella  | David Hoselton                                                                                    | 3. svibnja 2010.    | Arnold-Chiarijeva malformacija                                                          |
| Tim preuzima slučaj mladoženje (Adam Garcia) koji ima neke tajne iz prijašnje veze. Dok njegova zaručnica (Eva Amurri) pokušava dobiti svoje odgovore, tim sužava moguća rješenja. U međuvremenu, House provodi dosta vremena sa svojim kolegama te s Chaseom i Foremanom odlazi na karaoke i izvodi hit skupine Gladys Knight & The Pips. |                      |                     |                                                                                                   |                     |                                                                                         |
| 130 (6-20) | "Baggage"            | David Straiton      | Doris Egan i David Foster                                                                         | 10. svibnja 2010.   | Alergijska reakcija na tintu tetovaže                                                   |
| House odlazi do dr. Nolana i priča mu o slučaju žene (Zoe McLellan) koja je istovremeno bolovala od amnezije i još jedne neobične bolesti. Nakon cijele priče, Nolan zaključi kako House ima druge probleme, među koje spada i onaj da ga je Wilson izbacio iz njihovog stana. |                      |                     |                                                                                                   |                     |                                                                                         |
| 131 (6-21) | "Help Me"            | Greg Yaitanes       | Peter Blake, Russel Friend i Garrett Lerner                                                       | 17. svibnja 2010.   | Masni embolizam uzrokovan amputacijom (Hannah); Arahnoidna cista (Jay)                  |
| Nakon što se sruši kran na jednom gradilištu i jedna žena (China Shavers) ostane zakopana ispod kamenja, House mora podijeliti svoje vrijeme na nju i radnika (Doug Kruse) koji pokazuje neuobičajene simptome. Kada žena na koncu ipak umre, unatoč njegovom trudu, House dolazi u iskušenje da ponovo uzme Vicodin - sve do trenutka kada mu Cuddy prizna da ga voli. |                      |                     |                                                                                                   |                     |                                                                                         |

### Sezona 7: 2010. – 2011.
| Epizoda | Naslov                   | Redatelj           | Scenarist(i)                                 | Datum         | Konačna dijagnoza                                                                            |
| --- | ------------------------ | ------------------ | -------------------------------------------- | ------------- | -------------------------------------------------------------------------------------------- |
| 132 (7-01) | "Now What?"              | Greg Yaitanes      | Doris Egan                                   | 20. 9. 2010.  | Trovanje hranom                                                                              |
| Sada kada su zajedno, House i Cuddy pokušavaju uspostaviti normalnu vezu. U međuvremenu, Houseov tim priskače u pomoć oboljelom neurokirurgu s Princetona, ali uskoro otkriju da im je potrebna Houseova pomoć. Ali njega nitko ne može pronaći. |                          |                    |                                              |               |                                                                                              |
| 133 (7-02) | "Selfish"                | Dan Attias         | Eli Attie                                    | 27. 9. 2010.  | Poseban oblik srpaste anemije (Della); trovanje cinkom (Maurice)                             |
| U bolnicu dolazi bračni par s umirućim sinom i bolesnom kćeri. Ekipa mora postaviti dijagnozu kćeri prije no što bude prekasno. Osim toga, House se bavi odnosom između oca i sina koji su u poodmaklim godinama, a pokušava se nositi i s izazovima "uredske" romanse. |                          |                    |                                              |               |                                                                                              |
| 134 (7-03) | "Unwritten"              | Greg Yaitanes      | John C. Kelley                               | 4. 10. 2010.  | Posttraumatska siringomijelija                                                               |
| House i ekipa moraju liječiti i fizičke i psihičke probleme poznate dječje spisateljice kad ona kolabira tik prije pokušaja samoubojstva, a čijih je knjiga House, inače, ljubitelj. Kad se dijagnosticiranje pokaže teškim, House postane motiviran pošto pomisli da se odgovor na njene probleme krije u njenoj posljednjoj knjizi. U međuvremenu, House i Cuddy odlaze na "dupli spoj" s Wilsonom i Sam.                                                                                     |                          |                    |                                              |               |                                                                                              |
| 135 (7-04) | "Massage Therapy"        | David Straiton     | Peter Blake                                  | 11. 10. 2010. | Shizofrenija                                                                                 |
| U bolnicu je dovezena pacijentica koji pati od nekontroliranog povraćanja. U procesu njenog liječenja House i ekipa dolaze do nekih neočekivanih otkrića o njenom identitetu i prisiljeni su proučiti njenu anamnezu kako bi saznali istinu o njenoj prošlosti. U međuvremenu, House pruža ne baš prijateljsku dobrodošlicu kandidatkinji za tim koju je odabrao Chase, a posjeta Houseove maserke stvara problem između njega i Cuddy.                                                         |                          |                    |                                              |               |                                                                                              |
| 136 (7-05) | "Unplanned Parenthood"   | Greg Yaitanes      | David Foster                                 | 18. 10. 2010. | Melanom, rak pluća, plućna embolija                                                          |
| Kad jedno dojenče doživi probleme s disanjem i otkazivanje jetre, House i ekipa moraju proučiti anamnezu njegove majke kako bi pronašli odgovor. Na kraju dolaze do otkrića koje prisiljava majku da ugrozi ne samo zdravlje svog djeteta već i vlastito. U međuvremenu, Taub i Foreman moraju naći novu kandidatkinju za tim koja će popuniti Trinaesticino mjesto (ona je na odsustvu do daljnjeg), a House i Wilson saznaju pokoju novu stvar o roditeljstvu dok su čuvali Cuddycinu kćerku. |                          |                    |                                              |               |                                                                                              |
| 137 (7-06) | "Office Politics"        | Sanford Bookstaver | Seth Hoffman                                 | 8. 11. 2010.  | Hepatitis C                                                                                  |
| Kad menadžer izborne kampanje jednog senatora doživi otkazivanje jetre i privremenu paralizu usred izborne trke, House i ekipa moraju provjeriti senatora i njegovu iznenađujuću objavu kako bi riješili slučaj. U međuvremenu, Cuddy prisiljava Housea da u tim primi novu liječnicu, Marthu Masters, koja ima neke veze s Taubom iz prošlosti. |                          |                    |                                              |               |                                                                                              |
| 138 (7-07) | "A Pox on Our House"     | Tucker Gates       | Lawrence Kaplow                              | 15. 11. 2010. | Rikecioza                                                                                    |
| U bolnicu je primljena djevojčica sa simptomima boginja i Centar za kontrolu bolesti i prevenciju (CDC) proglašava karantenu. Nadležni liječnik zabranjuje Houseovom timu da joj postavi dijagnozu, ali Masters vjeruje da on ima skriveni motiv. U međuvremenu, Wilson i Sam preispituju svoju vezu tijekom pružanja hemoterapije jednom dječaku. |                          |                    |                                              |               |                                                                                              |
| 139 (7-08) | "Small Sacrifices"       | Greg Yaitanes      | David Hoselton                               | 22. 11. 2010. | Tumor                                                                                        |
| U bolnicu dolazi pacijent nakon što je lično pokušao proživjeti Kristovo raspeće. U međuvremenu, House i ekipa odlaze na jedno vjenčanje, Wilsonova veza sa Sam neočekivano se mijenja, a Taub preispituje odnos svoje žene s članom grupe za podršku ljudima kojima su supružnici bili nevjerni. |                          |                    |                                              |               |                                                                                              |
| 140 (7-09) | "Larger Than Life"       | Miguel Sapochnik   | Sara Hess                                    | 17. 1. 2011.  | vodene kozice                                                                                |
| House i ekipa moraju liječiti čovjeka koji je kolabirao nakon što je riskirao vlastiti život da spasi neznanca koji je pao na šine podzemne željeznice, ali izgleda da se iza tog dobrog djela krije nešto više. U međuvremenu, House pokušava izbjeći rođendansku večeru s Cuddy i njenom majkom Arlene (Candice Bergen), a Taub stječe neočekivanu pažnju i od Mastersove dobiva pomoć u vezi sa svojim osobnim životom.                                                                      |                          |                    |                                              |               |                                                                                              |
| 141 (7-10) | "Carrot or Stick"        | David Straiton     | Liz Friedman                                 | 24. 1. 2011.  | Porphyria variegata                                                                          |
| House i ekipa pokušavaju povezati simptome mladića iz popravne institucije i njegovog nadzornika. pokušava pomoći da Cuddycina kćerka Rachel bude primljena u prestižnu predškolsku ustanovu, a Chase se suočava s osobnim problemima nakon što mu jedna od žena s kojima je proveo noć na vjenčanju (nekoliko epizoda ranije) počne priređivati psine. |                          |                    |                                              |               |                                                                                              |
| 142 (7-11) | "Family Practice"        | Miguel Sapochnik   | Peter Blake                                  | 7. 2. 2011.   | Trovanje kobaltom (iz vještačkog kuka)                                                       |
| Kad Arlene bude primljena u Princeton-Plainsboro i zatraži da je House ne liječi, House mora smisliti neke nekonvencionalne metode kako bi ju (iz)liječio. Tijekom procesa otkriva neke tajne koje je Arlene skrivala od Cuddy i njene sestre Julije. U međuvremenu, Houseove metode Arleninog liječenja navode Mastersovu da preispita svoje "striktno po pravilima" shvatanje medicine, a Taub od bivšeg šurjaka dobiva posao sa strane, koji uzima svoj danak.                               |                          |                    |                                              |               |                                                                                              |
| 143 (7-12) | "You Must Remember This" | David Platt        | Katherine Lingenfelter                       | 14. 2. 2011.  | McLeodov sindrom                                                                             |
| Mastersova pokušava popraviti odnos između pacijentice s savršenim pamćenjem i njene sestre jer pacijenticin inat prema sestri ugrožava njeno liječenje. U međuvremenu, House pokušava pomoći Wilsonu da nađe partnericu za izlazak, ali otkriva da je njegov prijatelj već nekog našao, a Foreman nudi pomoć Taubu oko učenja za Taubov predstojeći stručni ispit. |                          |                    |                                              |               |                                                                                              |
| 144 (7-13) | "Two Stories"            | Greg Yaitanes      | Thomas L. Moran                              | 21. 2. 2011.  | Komadić hrane koji je zapeo u dišnom sustavu                                                 |
| Nakon što House traumatizira 5. razred jedne osnovne škole eksplicitnim medicinskim pričama za Dan karijera, poslan je u direktorov ured, a dvoje učenika daju mu savjet o vezi s Cuddy. Ova epizoda ima reference iz nekoliko poznatih filmova, a narativna struktura slična je onoj u epizodi Three Stories (1. sezona), koju mnogi smatraju najboljom epizodom u čitavoj seriji. |                          |                    |                                              |               |                                                                                              |
| 145 (7-14) | "Recession Proof"        | S. J. Clarkson     | John C. Kelley                               | 28. 2. 2011.  | Muckle-Wellsov sindrom izazvan periodičnim sindromom povezanim s kriopirinom                 |
| U bolnicu je primljen pacijent s ozbiljnim osipom, uzrokovanim izlaganjem opasnim kemikalijama na poslu (čišćenje mjesta zločina). Tijekom liječenja House i ekipa saznaju da pacijentova supruga vjeruje da joj muž vodi unosan posao s nekretninama. U međuvremenu, Chase i Masters daju jedno drugom lekciju o vezama, a Cuddy dobiva uglednu nagradu. Međutim, House možda neće moći doći na ceremoniju dodjele kad ga pacijent navede da preispita svoj posao i sreću.                     |                          |                    |                                              |               |                                                                                              |
| 146 (7-15) | "Bombshells"             | Greg Yaitanes      | Liz Friedman i Sara Hess                     | 7. 3. 2011.   | Zaostali geler u tijelu koji je uzrokovao razne zdravstvene probleme                         |
| Cuddy se suočava s nekim otrežnjavajućim novostima koje je natjeraju da preispita svoje prioritete dok joj serija snova daje uvid u njenu vezu s Houseom i njezin život općenito. U međuvremenu, dok je House preokupiran Cuddycom, ekipa liječi problematičnog tinejdžera čiji pogoršavajući sindromi i ožiljci po tijelu ukazuju na to da on ima nešto više od fizičke bolesti. |                          |                    |                                              |               |                                                                                              |
| 147 (7-16) | "Out of the Chute"       | Sanford Bookstaver | Lawrence Kaplow i Thomas L. Moran            | 14. 3. 2011.  | Infekcija mozga                                                                              |
| Ekipa liječi profesionalnog jahača bikova koga je napao bik. Moraju ustanoviti što uzrokuje nestajanje njegovih simptoma i napada, a savjete primaju od Housea koji nije u bolnici i koji se bavi nekim stvarima nevezanim za slučaj. U međuvremenu, Mastersova se zaljubljuje u pacijenta, a Wilson i Cuddy pitaju se da li će House dopustiti da prekid s Cuddy utječe na njegovo profesionalno rasuđivanje.                                                                                  |                          |                    |                                              |               |                                                                                              |
| 148 (7-17) | "Fall from Grace"        | Tucker Gates       | John C. Kelley                               | 21. 3. 2011.  | Refsumova bolest potaknuta vegetarijanskom ishranom                                          |
| U bolnicu je primljen beskućnik s narkomanskom prošlošću, s opekotinama i ožiljcima na prsima. U međuvremenu, Cuddy otkriva Wilsonu svoju krivnju zbog prekida s Houseom. |                          |                    |                                              |               |                                                                                              |
| 149 (7-18) | "The Dig"                | Matt Shakman       | David Hoselton i Sara Hess                   | 11. 4. 2011.  | Ehlers-Danlosov sindrom                                                                      |
| Houseov susret sa zaposlenicom koja je nestala na čitavu godinu otkriva neke mračne tajne. Tijekom putovanja odlaze na natjecanje u gađanju iz specijalnih pušaka čija je municija krumpir, na kojem je House već 4 puta gubio u finalu od jednog tinejdžera. U međuvremenu, ekipa mora naći lijek za jednog nastavnika koji pati od disajnih problema i čija je kuća pretrpana svim i svačim, a Taub pokušava ponovo izlaziti sa ženama.                                                       |                          |                    |                                              |               |                                                                                              |
| 150 (7-19) | "Last Temptation"        | Tim Southam        | David Foster i Liz Friedman                  | 18. 4. 2011.  | Limfoidni sarkom u nadlaktici                                                                |
| House i ekipa liječe tinejdžerku koja je kolabirala tik prije polaska na put čamcem oko svijeta, planirajući srušiti rekord. U međuvremenu, Masters mora odlučiti želi li nastaviti obuku kako bi postala kirurginja ili prihvatiti ponudu da trajno ostane u Houseovom timu. Kada pacijentica odbije tretman koji bi joj spasio život, ali koji bi je spriječio u postavljanju rekorda, Masters donosi šokantnu odluku.                                                                        |                          |                    |                                              |               |                                                                                              |
| 151 (7-20) | "Changes"                | David Straiton     | Eli Attie i Seth Hoffman                     | 2. 5. 2011.   | Teratom                                                                                      |
| Ekipa liječi dobitnika na lutriji koji je pogođen djelomičnom paralizom. U međuvremenu, Arlene tuži bolnicu, a Chase i Foreman klade se oko toga koji od njih dvojice više potiskuje ružniju stranu svoje ličnosti. |                          |                    |                                              |               |                                                                                              |
| 152 (7-21) | "The Fix"                | Greg Yaitanes      | Thomas L. Moran                              | 9. 5. 2011.   | Trovanje španjolskom mušicom (Lee); Abnormalan rast živaca u vratu uzrokovan tumorom (Foley) |
| Umjesto da se bavi slučajem žene koja radi u kompaniji za razvoj oružja, House se posvećuje jednom boksaču, pokušavajući dobiti okladu s Wilsonom, dok ekipa sumnja da House ima drukčiji problem s drogom. |                          |                    |                                              |               |                                                                                              |
| 153 (7-22) | "After Hours"            | Miguel Sapochnik   | Seth Hoffman, Russel Friend i Garrett Lerner | 16. 5. 2011.  | Hepatitis C i infekcija entamebom (Darrien); Tumor (House)                                   |
| Trinaesticu posjećuje njena bivša "cimerica" iz zatvora i ona ubrzo shvaća da se cimerica ponovno počela drogirati. Ne želeći je poslati nazad u zatvor tako što bi je odvela u bolnicu i riskirala da ju otkrije, Trinaest zatraži pomoć od Chasea. U međuvremenu, i House i Taub saznaju šokantne vijesti. |                          |                    |                                              |               |                                                                                              |
| 154 (7-23) | "Moving On"              | Greg Yaitanes      | Katherine Lingenfelter i Peter Blake         | 23. 5. 2011.  | Wegenerova granulomatoza                                                                     |
| Ekipa preuzima slučaj scenske umjetnice, ali ubrzo posumnjaju da ona sama izaziva dodatne simptome, nepovezane s njenom bolesti, kao dio njenog novog "umjetničkog" djela. U međuvremenu, House donosi odluku koja mijenja njegov odnos s najbližim prijateljima. |                          |                    |                                              |               |                                                                                              |